# Clasificación de UEFA para la Copa Mundial de Fútbol de 2022
La clasificación de UEFA para la Copa Mundial de Fútbol de 2022 fue el torneo que determinó a los clasificados por parte de la Unión de Asociaciones de Fútbol Europeas (UEFA) a la Copa Mundial de Fútbol de 2022 a realizarse en Catar. La competición empezó el 24 de marzo de 2021, después de la fase de grupos de la Liga de las Naciones de la UEFA 2020-21 y finalizó el 5 de junio de 2022.
La UEFA contó con 13 cupos para otorgar, según la decisión del Comité Ejecutivo de la FIFA de mantener la distribución de plazas por confederación. Estas 13 plazas fueron distribuidas tanto para este torneo como para la Liga de las Naciones de la UEFA 2020-21 y el formato de ambos torneos fueron adaptados al número de plazas que les corresponda.

## Formato de competición
El torneo clasificatorio europeo consta de dos rondas.
En la primera ronda o fase de grupos las 55 selecciones participantes se clasificarán en cinco grupos de seis equipos y cinco grupos adicionales de cinco equipos. Todos los grupos se desarrollan bajo un sistema de todos contra todos en el que cada equipo juega dos veces contra sus rivales en partidos como local y visitante. Los equipos se clasifican de acuerdo a los puntos obtenidos, que son otorgados de la siguiente manera:
Si dos o más equipos terminan sus partidos empatados a puntos, se aplican los siguientes criterios de desempate (de acuerdo con los artículos 20,4 y 20,6 del reglamento de la competición preliminar de la Copa Mundial de la FIFA 2022):
- Mayor diferencia de goles en todos los partidos de grupo.
- Mayor cantidad de goles marcados en todos los partidos de grupo.
- Mayor cantidad de puntos obtenidos en los partidos entre los equipos en cuestión.
- Mayor diferencia de goles en los partidos entre los equipos en cuestión.
- Mayor cantidad de goles marcados en los partidos entre los equipos en cuestión.
- Mayor cantidad de goles marcados en condición de visitante (si el empate es solo entre dos equipos).
- Bajo la aprobación de la Comisión Organizadora de la FIFA, un partido de desempate en un campo neutral con un tiempo extra de dos periodos de 15 minutos y tiros desde el punto penal si fuese necesario.

Al término de todos los partidos de la primera ronda se clasifican directamente para la Copa Mundial de Fútbol de 2022 las selecciones que se clasifiquen en el primer lugar de su respectivo grupo.
En la segunda ronda o fase de play-offs participarán los diez segundos clasificados en la fase de grupos y junto con dos selecciones aún no clasificadas elegidas a partir del ranking de la Liga de Naciones. Se agruparán en dos rondas de eliminatorias de play offs jugadas a un solo partido en una sede fija. Los tres vencedores se clasificarán para el Mundial 2022.

## Equipos participantes
Las 55 asociaciones de fútbol afiliadas a la UEFA participaron en el proceso clasificatorio.
| Equipos participantes | Equipos participantes | Equipos participantes | Equipos participantes | Equipos participantes |
| --------------------- | --------------------- | --------------------- | --------------------- | --------------------- |
| Albania               | Croacia               | Gibraltar             | Kosovo                | Polonia               |
| Alemania              | Dinamarca             | Grecia                | Letonia               | Portugal              |
| Andorra               | Escocia               | Hungría               | Liechtenstein         | República Checa       |
| Armenia               | Eslovaquia            | Inglaterra            | Lituania              | Rumania               |
| Austria               | Eslovenia             | Irlanda               | Luxemburgo            | Rusia                 |
| Azerbaiyán            | España                | Irlanda del Norte     | Macedonia del Norte   | San Marino            |
| Bélgica               | Estonia               | Islandia              | Malta                 | Serbia                |
| Bielorrusia           | Finlandia             | Islas Feroe           | Moldavia              | Suecia                |
| Bosnia y Herzegovina  | Francia               | Israel                | Montenegro            | Suiza                 |
| Bulgaria              | Gales                 | Italia                | Noruega               | Turquía               |
| Chipre                | Georgia               | Kazajistán            | Países Bajos          | Ucrania               |

### Bombos
Entre paréntesis se indica el puesto de cada selección en el ranking FIFA tomado en consideración.
| Bombo 1 | Bombo 2 | Bombo 3 |
| --- | --- | --- |
| 1. Bélgica (1) 2. Francia (2) 3. Inglaterra (4) 4. Portugal (5) 5. España (6) 6. Italia (10) 7. Croacia (11) 8. Dinamarca (12) 9. Alemania (13) 10. Países Bajos (14)                                          | 11. Suiza (16) 12. Gales (18) 13. Polonia (19) 14. Suecia (20) 15. Austria (23) 16. Ucrania (24) 17. Serbia (30) 18. Turquía (32) 19. Eslovaquia (33) 20. Rumania (37)                      | 21. Rusia (39) 22. Hungría (40) 23. Irlanda (42) 24. República Checa (42) 25. Noruega (44) 26. Irlanda del Norte (45) 27. Islandia (46) 28. Escocia (48) 29. Grecia (53) 30. Finlandia (54) |
| Bombo 4 | Bombo 5 | Bombo 6 |
| 31. Bosnia y Herzegovina (55) 32. Eslovenia (62) 33. Montenegro (63) 34. Macedonia del Norte (65) 35. Albania (66) 36. Bulgaria (68) 37. Israel (87) 38. Bielorrusia (88) 39. Georgia (89) 40. Luxemburgo (98) | 41. Armenia (99) 42. Chipre (100) 43. Islas Feroe (107) 44. Azerbaiyán (109) 45. Estonia (109) 46. Kosovo (117) 47. Kazajistán (122) 48. Lituania (129) 49. Letonia (136) 50. Andorra (151) | 51. Malta (176) 52. Moldavia (177) 53. Liechtenstein (181) 54. Gibraltar (195) 55. San Marino (210)                                                                                         |

### Choques restringidos y condiciones especiales
Las selecciones de Italia, Bélgica, Francia y España deben de estar en un grupo de 5 selecciones, dado que en el mes de octubre de 2021 deberán jugar la fase final de la UEFA Nations League.
Por razones políticas, los partidos entre los siguientes pares de equipos se consideran enfrentamientos prohibidos, no pueden formar parte del mismo grupo: Armenia / Azerbaiyán, Gibraltar / España, Kosovo / Bosnia y Herzegovina, Kosovo / Serbia, Kosovo / Rusia, Rusia / Ucrania.
Debido a las condiciones invernales, un grupo puede contener un máximo de 2 de los siguientes equipos: Bielorrusia, Estonia, Finlandia, Islas Feroe*, Islandia*, Letonia, Lituania, Noruega, Rusia, Ucrania. Los equipos con un asterisco se consideran "anfitriones de invierno severo".
- Si un equipo es sorteado o podría ser sacado de un grupo que ya contiene dos de esos equipos, o el equipo de Islandia/de las Islas Feroe pudiera formar parte de un grupo que ya contiene al otro equipo, el equipo sorteado se coloca en el primer grupo disponible en orden alfabético.

Por razones geográficas, para evitar viajes excesivos, un grupo puede contener un máximo de uno de los siguientes pares:
1. Kazajistán con Andorra, Inglaterra, Escocia, España, Francia, Gibraltar, Islas Feroe, Irlanda, Irlanda del Norte, Islandia, Malta, Portugal, Gales
2. Azerbaiyán con Islandia, Gibraltar, Portugal
3. Islandia con Armenia, Chipre, Georgia, Israel

- Si un equipo es sorteado o podría ser sacado de un grupo que ya contiene dos de esos equipos, el equipo sorteado se coloca en el primer grupo disponible en orden alfabético.

Por razones competitivas, los cuatro equipos finalistas de la Liga de las Naciones de la UEFA jugarán la fase final de esta competición en septiembre u octubre de 2021. Por lo tanto, estos cuatro equipos solo tendrán ocho jornadas disponibles para los partidos de clasificación, y cada uno deberá ubicarse en un grupo de cinco.
1. Los cuatro equipos que participan en la fase final de la Liga de las Naciones proceden de uno de los grupos de cinco equipos (grupos A-E).
2. Cada grupo de cinco equipos (grupos A-E) puede incluir un máximo de un equipo finalista de la Liga de las Naciones.

## Calendario
A continuación se muestra el calendario de las eliminatorias europeas para la Copa Mundial 2022. Las jornadas 3 y 4 cambiaron sus fechas por coincidir con el primer mes en que se desarrollaría la también aplazada Eurocopa 2020 debido a la pandemia de COVID-19 en Europa. Para permitir la finalización de la fase de grupos de clasificación en noviembre de 2021 como estaba previsto, la UEFA anunció el 24 de septiembre de 2020 que las ventanas de marzo y septiembre de 2021 en el calendario de partidos internacionales de la FIFA se ampliaron de dos a tres jornadas.
| Ronda                          | Jornada     | Fecha                             |
| ------------------------------ | ----------- | --------------------------------- |
| Primera ronda (Fase de grupos) | Jornada 1   | Del 24 al 25 de marzo de 2021     |
| Primera ronda (Fase de grupos) | Jornada 2   | Del 27 al 28 de marzo de 2021     |
| Primera ronda (Fase de grupos) | Jornada 3   | Del 30 al 31 de marzo de 2021     |
| Primera ronda (Fase de grupos) | Jornada 4   | Del 1 al 2 de septiembre de 2021  |
| Primera ronda (Fase de grupos) | Jornada 5   | Del 4 al 5 de septiembre de 2021  |
| Primera ronda (Fase de grupos) | Jornada 6   | Del 7 al 8 de septiembre de 2021  |
| Primera ronda (Fase de grupos) | Jornada 7   | Del 8 al 9 de octubre de 2021     |
| Primera ronda (Fase de grupos) | Jornada 8   | Del 11 al 12 de octubre de 2021   |
| Primera ronda (Fase de grupos) | Jornada 9   | Del 11 al 13 de noviembre de 2021 |
| Primera ronda (Fase de grupos) | Jornada 10  | Del 14 al 16 de noviembre de 2021 |
| Segunda ronda (Play-offs)      | Semifinales | Del 24 al 25 de marzo de 2022     |
| Segunda ronda (Play-offs)      | Finales     | Del 28 al 29 de marzo de 2022     |

## Primera ronda

### Cuadro resumido
Clasificados para la Copa Mundial de Fútbol de 2022
     Accedieron a la segunda ronda (play-offs)
     Eliminados en la primera ronda
| Grupo A                                                            | Grupo B                                                    | Grupo C                                                                  | Grupo D                                                                        | Grupo E                                                                  | Grupo F                                                                               | Grupo G                                                                                | Grupo H                                                                             | Grupo I                                                                              | Grupo J                                                                                  |
| ------------------------------------------------------------------ | ---------------------------------------------------------- | ------------------------------------------------------------------------ | ------------------------------------------------------------------------------ | ------------------------------------------------------------------------ | ------------------------------------------------------------------------------------- | -------------------------------------------------------------------------------------- | ----------------------------------------------------------------------------------- | ------------------------------------------------------------------------------------ | ---------------------------------------------------------------------------------------- |
| Bandera de Serbia                                                  | Bandera de España                                          | Bandera de Suiza                                                         | Bandera de Francia                                                             | Bandera de Bélgica                                                       | Bandera de Dinamarca                                                                  | Bandera de los Países Bajos                                                            | Bandera de Croacia                                                                  | Bandera de Inglaterra                                                                | Bandera de Alemania                                                                      |
| Bandera de Portugal                                                | Bandera de Suecia                                          | Bandera de Italia                                                        | Bandera de Ucrania                                                             | Bandera de Gales                                                         | Bandera de Escocia                                                                    | Bandera de Turquía                                                                     | Bandera de Rusia                                                                    | Bandera de Polonia                                                                   | Bandera de Macedonia del Norte                                                           |
| Bandera de Irlanda · Bandera de Luxemburgo · Bandera de Azerbaiyán | Bandera de Grecia · Bandera de Georgia · Bandera de Kosovo | Bandera de Irlanda del Norte · Bandera de Bulgaria · Bandera de Lituania | Bandera de Finlandia · Bandera de Bosnia y Herzegovina · Bandera de Kazajistán | Bandera de República Checa · Bandera de Estonia · Bandera de Bielorrusia | Bandera de Israel · Bandera de Austria · Bandera de Islas Feroe · Bandera de Moldavia | Bandera de Noruega · Bandera de Montenegro · Bandera de Letonia · Bandera de Gibraltar | Bandera de Eslovaquia · Bandera de Eslovenia · Bandera de Chipre · Bandera de Malta | Bandera de Albania · Bandera de Hungría · Bandera de Andorra · Bandera de San Marino | Bandera de Rumania · Bandera de Armenia · Bandera de Islandia · Bandera de Liechtenstein |

La UEFA confirmó la lista de partidos el 8 de diciembre de 2020, el día posterior al sorteo. 

### Grupo A
| Pos. | Equipo     | Pts. | PJ | G | E | P | GF | GC | Dif. | Clasificación |       | Bandera de Serbia | Bandera de Portugal | Bandera de Irlanda | Bandera de Luxemburgo | Bandera de Azerbaiyán |
| ---- | ---------- | ---- | -- | - | - | - | -- | -- | ---- | ------------- | ----- | ----------------- | ------------------- | ------------------ | --------------------- | --------------------- |
| 1    | Serbia     | 20   | 8  | 6 | 2 | 0 | 18 | 9  | +9   | Mundial 2022  |       | —                 | 2 – 2               | 3 – 2              | 4 – 1                 | 3 – 1                 |
| 2    | Portugal   | 17   | 8  | 5 | 2 | 1 | 17 | 6  | +11  | Play-offs     |       | 1 – 2             | —                   | 2 – 1              | 5 – 0                 | 1 – 0                 |
| 3    | Irlanda    | 9    | 8  | 2 | 3 | 3 | 11 | 8  | +3   |               |       | 1 – 1             | 0 – 0               | —                  | 0 – 1                 | 1 – 1                 |
| 4    | Luxemburgo | 9    | 8  | 3 | 0 | 5 | 8  | 18 | −10  |               | 0 – 1 | 1 – 3             | 0 – 3               | —                  | 2 – 1                 |                       |
| 5    | Azerbaiyán | 1    | 8  | 0 | 1 | 7 | 5  | 18 | −13  |               | 1 – 2 | 0 – 3             | 0 – 3               | 1 – 3              | —                     |                       |

 Fuente: UEFA
Criterios de clasificación: criterios UEFA de desempate
| \| Fecha \| Lugar \| Local \| \| Resultado \| \| Visitante \| \| ----------------------- \| -------------- \| ---------- \| \| --------- \| \| ---------- \| \| 24 de marzo de 2021 \| Turín (Italia) \| Portugal \| \| 1 – 0 \| \| Azerbaiyán \| \| 24 de marzo de 2021 \| Belgrado \| Serbia \| \| 3 – 2 \| \| Irlanda \| \| 27 de marzo de 2021 \| Dublín \| Irlanda \| \| 0 – 1 \| \| Luxemburgo \| \| 27 de marzo de 2021 \| Belgrado \| Serbia \| \| 2 – 2 \| \| Portugal \| \| 30 de marzo de 2021 \| Bakú \| Azerbaiyán \| \| 1 – 2 \| \| Serbia \| \| 30 de marzo de 2021 \| Luxemburgo \| Luxemburgo \| \| 1 – 3 \| \| Portugal \| \| 1 de septiembre de 2021 \| Luxemburgo \| Luxemburgo \| \| 2 – 1 \| \| Azerbaiyán \| \| 1 de septiembre de 2021 \| Faro/Loulé \| Portugal \| \| 2 – 1 \| \| Irlanda \| \| 4 de septiembre de 2021 \| Dublín \| Irlanda \| \| 1 – 1 \| \| Azerbaiyán \| \| 4 de septiembre de 2021 \| Belgrado \| Serbia \| \| 4 – 1 \| \| Luxemburgo \| \| 7 de septiembre de 2021 \| Bakú \| Azerbaiyán \| \| 0 – 3 \| \| Portugal \| \| 7 de septiembre de 2021 \| Dublín \| Irlanda \| \| 1 – 1 \| \| Serbia \| \| 9 de octubre de 2021 \| Bakú \| Azerbaiyán \| \| 0 – 3 \| \| Irlanda \| \| 9 de octubre de 2021 \| Luxemburgo \| Luxemburgo \| \| 0 – 1 \| \| Serbia \| \| 12 de octubre de 2021 \| Faro/Loulé \| Portugal \| \| 5 – 0 \| \| Luxemburgo \| \| 12 de octubre de 2021 \| Belgrado \| Serbia \| \| 3 – 1 \| \| Azerbaiyán \| \| 11 de noviembre de 2021 \| Bakú \| Azerbaiyán \| \| 1 – 3 \| \| Luxemburgo \| \| 11 de noviembre de 2021 \| Dublín \| Irlanda \| \| 0 – 0 \| \| Portugal \| \| 14 de noviembre de 2021 \| Luxemburgo \| Luxemburgo \| \| 0 – 3 \| \| Irlanda \| \| 14 de noviembre de 2021 \| Lisboa \| Portugal \| \| 1 – 2 \| \| Serbia \| |                |            |                       |           |                       |            |
| Fecha | Lugar          | Local      |                       | Resultado |                       | Visitante  |
| 24 de marzo de 2021 | Turín (Italia) | Portugal   | Bandera de Portugal   | 1 – 0     | Bandera de Azerbaiyán | Azerbaiyán |
| 24 de marzo de 2021 | Belgrado       | Serbia     | Bandera de Serbia     | 3 – 2     | Bandera de Irlanda    | Irlanda    |
| 27 de marzo de 2021 | Dublín         | Irlanda    | Bandera de Irlanda    | 0 – 1     | Bandera de Luxemburgo | Luxemburgo |
| 27 de marzo de 2021 | Belgrado       | Serbia     | Bandera de Serbia     | 2 – 2     | Bandera de Portugal   | Portugal   |
| 30 de marzo de 2021 | Bakú           | Azerbaiyán | Bandera de Azerbaiyán | 1 – 2     | Bandera de Serbia     | Serbia     |
| 30 de marzo de 2021 | Luxemburgo     | Luxemburgo | Bandera de Luxemburgo | 1 – 3     | Bandera de Portugal   | Portugal   |
| 1 de septiembre de 2021 | Luxemburgo     | Luxemburgo | Bandera de Luxemburgo | 2 – 1     | Bandera de Azerbaiyán | Azerbaiyán |
| 1 de septiembre de 2021 | Faro/Loulé     | Portugal   | Bandera de Portugal   | 2 – 1     | Bandera de Irlanda    | Irlanda    |
| 4 de septiembre de 2021 | Dublín         | Irlanda    | Bandera de Irlanda    | 1 – 1     | Bandera de Azerbaiyán | Azerbaiyán |
| 4 de septiembre de 2021 | Belgrado       | Serbia     | Bandera de Serbia     | 4 – 1     | Bandera de Luxemburgo | Luxemburgo |
| 7 de septiembre de 2021 | Bakú           | Azerbaiyán | Bandera de Azerbaiyán | 0 – 3     | Bandera de Portugal   | Portugal   |
| 7 de septiembre de 2021 | Dublín         | Irlanda    | Bandera de Irlanda    | 1 – 1     | Bandera de Serbia     | Serbia     |
| 9 de octubre de 2021 | Bakú           | Azerbaiyán | Bandera de Azerbaiyán | 0 – 3     | Bandera de Irlanda    | Irlanda    |
| 9 de octubre de 2021 | Luxemburgo     | Luxemburgo | Bandera de Luxemburgo | 0 – 1     | Bandera de Serbia     | Serbia     |
| 12 de octubre de 2021 | Faro/Loulé     | Portugal   | Bandera de Portugal   | 5 – 0     | Bandera de Luxemburgo | Luxemburgo |
| 12 de octubre de 2021 | Belgrado       | Serbia     | Bandera de Serbia     | 3 – 1     | Bandera de Azerbaiyán | Azerbaiyán |
| 11 de noviembre de 2021 | Bakú           | Azerbaiyán | Bandera de Azerbaiyán | 1 – 3     | Bandera de Luxemburgo | Luxemburgo |
| 11 de noviembre de 2021 | Dublín         | Irlanda    | Bandera de Irlanda    | 0 – 0     | Bandera de Portugal   | Portugal   |
| 14 de noviembre de 2021 | Luxemburgo     | Luxemburgo | Bandera de Luxemburgo | 0 – 3     | Bandera de Irlanda    | Irlanda    |
| 14 de noviembre de 2021 | Lisboa         | Portugal   | Bandera de Portugal   | 1 – 2     | Bandera de Serbia     | Serbia     |

### Grupo B
| Pos. | Equipo  | Pts. | PJ | G | E | P | GF | GC | Dif. | Clasificación |       | Bandera de España | Bandera de Suecia | Bandera de Grecia | Bandera de Georgia | Bandera de Kosovo |
| ---- | ------- | ---- | -- | - | - | - | -- | -- | ---- | ------------- | ----- | ----------------- | ----------------- | ----------------- | ------------------ | ----------------- |
| 1    | España  | 19   | 8  | 6 | 1 | 1 | 15 | 5  | +10  | Mundial 2022  |       | —                 | 1 – 0             | 1 – 1             | 4 – 0              | 3 – 1             |
| 2    | Suecia  | 15   | 8  | 5 | 0 | 3 | 12 | 6  | +6   | Play-offs     |       | 2 – 1             | —                 | 2 – 0             | 1 – 0              | 3 – 0             |
| 3    | Grecia  | 10   | 8  | 2 | 4 | 2 | 8  | 8  | 0    |               |       | 0 – 1             | 2 – 1             | —                 | 1 – 1              | 1 – 1             |
| 4    | Georgia | 7    | 8  | 2 | 1 | 5 | 6  | 12 | −6   |               | 1 – 2 | 2 – 0             | 0 – 2             | —                 | 0 – 1              |                   |
| 5    | Kosovo  | 5    | 8  | 1 | 2 | 5 | 5  | 15 | −10  |               | 0 – 2 | 0 – 3             | 1 – 1             | 1 – 2             | —                  |                   |

 Fuente: UEFA
Criterios de clasificación: criterios UEFA de desempate
| \| Fecha \| Lugar \| Local \| \| Resultado \| \| Visitante \| \| ----------------------- \| --------- \| ------- \| \| --------- \| \| --------- \| \| 25 de marzo de 2021 \| Granada \| España \| \| 1 – 1 \| \| Grecia \| \| 25 de marzo de 2021 \| Estocolmo \| Suecia \| \| 1 – 0 \| \| Georgia \| \| 28 de marzo de 2021 \| Tiflis \| Georgia \| \| 1 – 2 \| \| España \| \| 28 de marzo de 2021 \| Pristina \| Kosovo \| \| 0 – 3 \| \| Suecia \| \| 31 de marzo de 2021 \| Salónica \| Grecia \| \| 1 – 1 \| \| Georgia \| \| 31 de marzo de 2021 \| Sevilla \| España \| \| 3 – 1 \| \| Kosovo \| \| 2 de septiembre de 2021 \| Batumi \| Georgia \| \| 0 – 1 \| \| Kosovo \| \| 2 de septiembre de 2021 \| Estocolmo \| Suecia \| \| 2 – 1 \| \| España \| \| 5 de septiembre de 2021 \| Pristina \| Kosovo \| \| 1 – 1 \| \| Grecia \| \| 5 de septiembre de 2021 \| Badajoz \| España \| \| 4 – 0 \| \| Georgia \| \| 8 de septiembre de 2021 \| Atenas \| Grecia \| \| 2 – 1 \| \| Suecia \| \| 8 de septiembre de 2021 \| Pristina \| Kosovo \| \| 0 – 2 \| \| España \| \| 9 de octubre de 2021 \| Batumi \| Georgia \| \| 0 – 2 \| \| Grecia \| \| 9 de octubre de 2021 \| Estocolmo \| Suecia \| \| 3 – 0 \| \| Kosovo \| \| 12 de octubre de 2021 \| Pristina \| Kosovo \| \| 1 – 2 \| \| Georgia \| \| 12 de octubre de 2021 \| Estocolmo \| Suecia \| \| 2 – 0 \| \| Grecia \| \| 11 de noviembre de 2021 \| Batumi \| Georgia \| \| 2 – 0 \| \| Suecia \| \| 11 de noviembre de 2021 \| Atenas \| Grecia \| \| 0 – 1 \| \| España \| \| 14 de noviembre de 2021 \| Atenas \| Grecia \| \| 1 – 1 \| \| Kosovo \| \| 14 de noviembre de 2021 \| Sevilla \| España \| \| 1 – 0 \| \| Suecia \| |           |         |                    |           |                    |           |
| Fecha | Lugar     | Local   |                    | Resultado |                    | Visitante |
| 25 de marzo de 2021 | Granada   | España  | Bandera de España  | 1 – 1     | Bandera de Grecia  | Grecia    |
| 25 de marzo de 2021 | Estocolmo | Suecia  | Bandera de Suecia  | 1 – 0     | Bandera de Georgia | Georgia   |
| 28 de marzo de 2021 | Tiflis    | Georgia | Bandera de Georgia | 1 – 2     | Bandera de España  | España    |
| 28 de marzo de 2021 | Pristina  | Kosovo  | Bandera de Kosovo  | 0 – 3     | Bandera de Suecia  | Suecia    |
| 31 de marzo de 2021 | Salónica  | Grecia  | Bandera de Grecia  | 1 – 1     | Bandera de Georgia | Georgia   |
| 31 de marzo de 2021 | Sevilla   | España  | Bandera de España  | 3 – 1     | Bandera de Kosovo  | Kosovo    |
| 2 de septiembre de 2021 | Batumi    | Georgia | Bandera de Georgia | 0 – 1     | Bandera de Kosovo  | Kosovo    |
| 2 de septiembre de 2021 | Estocolmo | Suecia  | Bandera de Suecia  | 2 – 1     | Bandera de España  | España    |
| 5 de septiembre de 2021 | Pristina  | Kosovo  | Bandera de Kosovo  | 1 – 1     | Bandera de Grecia  | Grecia    |
| 5 de septiembre de 2021 | Badajoz   | España  | Bandera de España  | 4 – 0     | Bandera de Georgia | Georgia   |
| 8 de septiembre de 2021 | Atenas    | Grecia  | Bandera de Grecia  | 2 – 1     | Bandera de Suecia  | Suecia    |
| 8 de septiembre de 2021 | Pristina  | Kosovo  | Bandera de Kosovo  | 0 – 2     | Bandera de España  | España    |
| 9 de octubre de 2021 | Batumi    | Georgia | Bandera de Georgia | 0 – 2     | Bandera de Grecia  | Grecia    |
| 9 de octubre de 2021 | Estocolmo | Suecia  | Bandera de Suecia  | 3 – 0     | Bandera de Kosovo  | Kosovo    |
| 12 de octubre de 2021 | Pristina  | Kosovo  | Bandera de Kosovo  | 1 – 2     | Bandera de Georgia | Georgia   |
| 12 de octubre de 2021 | Estocolmo | Suecia  | Bandera de Suecia  | 2 – 0     | Bandera de Grecia  | Grecia    |
| 11 de noviembre de 2021 | Batumi    | Georgia | Bandera de Georgia | 2 – 0     | Bandera de Suecia  | Suecia    |
| 11 de noviembre de 2021 | Atenas    | Grecia  | Bandera de Grecia  | 0 – 1     | Bandera de España  | España    |
| 14 de noviembre de 2021 | Atenas    | Grecia  | Bandera de Grecia  | 1 – 1     | Bandera de Kosovo  | Kosovo    |
| 14 de noviembre de 2021 | Sevilla   | España  | Bandera de España  | 1 – 0     | Bandera de Suecia  | Suecia    |

### Grupo C
| Pos. | Equipo            | Pts. | PJ | G | E | P | GF | GC | Dif. | Clasificación |       | Bandera de Suiza | Bandera de Italia | Bandera de Irlanda del Norte | Bandera de Bulgaria | Bandera de Lituania |
| ---- | ----------------- | ---- | -- | - | - | - | -- | -- | ---- | ------------- | ----- | ---------------- | ----------------- | ---------------------------- | ------------------- | ------------------- |
| 1    | Suiza             | 18   | 8  | 5 | 3 | 0 | 15 | 2  | +13  | Mundial 2022  |       | —                | 0 – 0             | 2 – 0                        | 4 – 0               | 1 – 0               |
| 2    | Italia            | 16   | 8  | 4 | 4 | 0 | 13 | 2  | +11  | Play-offs     |       | 1 – 1            | —                 | 2 – 0                        | 1 – 1               | 5 – 0               |
| 3    | Irlanda del Norte | 9    | 8  | 2 | 3 | 3 | 6  | 7  | −1   |               |       | 0 – 0            | 0 – 0             | —                            | 0 – 0               | 1 – 0               |
| 4    | Bulgaria          | 8    | 8  | 2 | 2 | 4 | 6  | 14 | −8   |               | 1 – 3 | 0 – 2            | 2 – 1             | —                            | 1 – 0               |                     |
| 5    | Lituania          | 3    | 8  | 1 | 0 | 7 | 4  | 19 | −15  |               | 0 – 4 | 0 – 2            | 1 – 4             | 3 – 1                        | —                   |                     |

 Fuente: UEFA
Criterios de clasificación: criterios UEFA de desempate
| \| Fecha \| Lugar \| Local \| \| Resultado \| \| Visitante \| \| ----------------------- \| ------------- \| ----------------- \| \| --------- \| \| ----------------- \| \| 25 de marzo de 2021 \| Sofía \| Bulgaria \| \| 1 – 3 \| \| Suiza \| \| 25 de marzo de 2021 \| Parma \| Italia \| \| 2 – 0 \| \| Irlanda del Norte \| \| 28 de marzo de 2021 \| Sofía \| Bulgaria \| \| 0 – 2 \| \| Italia \| \| 28 de marzo de 2021 \| San Galo \| Suiza \| \| 1 – 0 \| \| Lituania \| \| 31 de marzo de 2021 \| Vilna \| Lituania \| \| 0 – 2 \| \| Italia \| \| 31 de marzo de 2021 \| Belfast \| Irlanda del Norte \| \| 0 – 0 \| \| Bulgaria \| \| 2 de septiembre de 2021 \| Florencia \| Italia \| \| 1 – 1 \| \| Bulgaria \| \| 2 de septiembre de 2021 \| Vilna \| Lituania \| \| 1 – 4 \| \| Irlanda del Norte \| \| 5 de septiembre de 2021 \| Sofía \| Bulgaria \| \| 1 – 0 \| \| Lituania \| \| 5 de septiembre de 2021 \| Basilea \| Suiza \| \| 0 – 0 \| \| Italia \| \| 8 de septiembre de 2021 \| Reggio Emilia \| Italia \| \| 5 – 0 \| \| Lituania \| \| 8 de septiembre de 2021 \| Belfast \| Irlanda del Norte \| \| 0 – 0 \| \| Suiza \| \| 9 de octubre de 2021 \| Vilna \| Lituania \| \| 3 – 1 \| \| Bulgaria \| \| 9 de octubre de 2021 \| Ginebra \| Suiza \| \| 2 – 0 \| \| Irlanda del Norte \| \| 12 de octubre de 2021 \| Sofía \| Bulgaria \| \| 2 – 1 \| \| Irlanda del Norte \| \| 12 de octubre de 2021 \| Vilna \| Lituania \| \| 0 – 4 \| \| Suiza \| \| 12 de noviembre de 2021 \| Roma \| Italia \| \| 1 – 1 \| \| Suiza \| \| 12 de noviembre de 2021 \| Belfast \| Irlanda del Norte \| \| 1 – 0 \| \| Lituania \| \| 15 de noviembre de 2021 \| Belfast \| Irlanda del Norte \| \| 0 – 0 \| \| Italia \| \| 15 de noviembre de 2021 \| Lucerna \| Suiza \| \| 4 – 0 \| \| Bulgaria \| |               |                   |                              |           |                              |                   |
| Fecha | Lugar         | Local             |                              | Resultado |                              | Visitante         |
| 25 de marzo de 2021 | Sofía         | Bulgaria          | Bandera de Bulgaria          | 1 – 3     | Bandera de Suiza             | Suiza             |
| 25 de marzo de 2021 | Parma         | Italia            | Bandera de Italia            | 2 – 0     | Bandera de Irlanda del Norte | Irlanda del Norte |
| 28 de marzo de 2021 | Sofía         | Bulgaria          | Bandera de Bulgaria          | 0 – 2     | Bandera de Italia            | Italia            |
| 28 de marzo de 2021 | San Galo      | Suiza             | Bandera de Suiza             | 1 – 0     | Bandera de Lituania          | Lituania          |
| 31 de marzo de 2021 | Vilna         | Lituania          | Bandera de Lituania          | 0 – 2     | Bandera de Italia            | Italia            |
| 31 de marzo de 2021 | Belfast       | Irlanda del Norte | Bandera de Irlanda del Norte | 0 – 0     | Bandera de Bulgaria          | Bulgaria          |
| 2 de septiembre de 2021 | Florencia     | Italia            | Bandera de Italia            | 1 – 1     | Bandera de Bulgaria          | Bulgaria          |
| 2 de septiembre de 2021 | Vilna         | Lituania          | Bandera de Lituania          | 1 – 4     | Bandera de Irlanda del Norte | Irlanda del Norte |
| 5 de septiembre de 2021 | Sofía         | Bulgaria          | Bandera de Bulgaria          | 1 – 0     | Bandera de Lituania          | Lituania          |
| 5 de septiembre de 2021 | Basilea       | Suiza             | Bandera de Suiza             | 0 – 0     | Bandera de Italia            | Italia            |
| 8 de septiembre de 2021 | Reggio Emilia | Italia            | Bandera de Italia            | 5 – 0     | Bandera de Lituania          | Lituania          |
| 8 de septiembre de 2021 | Belfast       | Irlanda del Norte | Bandera de Irlanda del Norte | 0 – 0     | Bandera de Suiza             | Suiza             |
| 9 de octubre de 2021 | Vilna         | Lituania          | Bandera de Lituania          | 3 – 1     | Bandera de Bulgaria          | Bulgaria          |
| 9 de octubre de 2021 | Ginebra       | Suiza             | Bandera de Suiza             | 2 – 0     | Bandera de Irlanda del Norte | Irlanda del Norte |
| 12 de octubre de 2021 | Sofía         | Bulgaria          | Bandera de Bulgaria          | 2 – 1     | Bandera de Irlanda del Norte | Irlanda del Norte |
| 12 de octubre de 2021 | Vilna         | Lituania          | Bandera de Lituania          | 0 – 4     | Bandera de Suiza             | Suiza             |
| 12 de noviembre de 2021 | Roma          | Italia            | Bandera de Italia            | 1 – 1     | Bandera de Suiza             | Suiza             |
| 12 de noviembre de 2021 | Belfast       | Irlanda del Norte | Bandera de Irlanda del Norte | 1 – 0     | Bandera de Lituania          | Lituania          |
| 15 de noviembre de 2021 | Belfast       | Irlanda del Norte | Bandera de Irlanda del Norte | 0 – 0     | Bandera de Italia            | Italia            |
| 15 de noviembre de 2021 | Lucerna       | Suiza             | Bandera de Suiza             | 4 – 0     | Bandera de Bulgaria          | Bulgaria          |

### Grupo D
| Pos. | Equipo               | Pts. | PJ | G | E | P | GF | GC | Dif. | Clasificación |       | Bandera de Francia | Bandera de Ucrania | Bandera de Finlandia | Bandera de Bosnia y Herzegovina | Bandera de Kazajistán |
| ---- | -------------------- | ---- | -- | - | - | - | -- | -- | ---- | ------------- | ----- | ------------------ | ------------------ | -------------------- | ------------------------------- | --------------------- |
| 1    | Francia              | 18   | 8  | 5 | 3 | 0 | 18 | 3  | +15  | Mundial 2022  |       | —                  | 1 – 1              | 2 – 0                | 1 – 1                           | 8 – 0                 |
| 2    | Ucrania              | 12   | 8  | 2 | 6 | 0 | 11 | 8  | +3   | Play-offs     |       | 1 – 1              | —                  | 1 – 1                | 1 – 1                           | 1 – 1                 |
| 3    | Finlandia            | 11   | 8  | 3 | 2 | 3 | 10 | 10 | 0    |               |       | 0 – 2              | 1 – 2              | —                    | 2 – 2                           | 1 – 0                 |
| 4    | Bosnia y Herzegovina | 7    | 8  | 1 | 4 | 3 | 9  | 12 | −3   |               | 0 – 1 | 0 – 2              | 1 – 3              | —                    | 2 – 2                           |                       |
| 5    | Kazajistán           | 3    | 8  | 0 | 3 | 5 | 5  | 20 | −15  |               | 0 – 2 | 2 – 2              | 0 – 2              | 0 – 2                | —                               |                       |

 Fuente: UEFA
Criterios de clasificación: criterios UEFA de desempate
| \| Fecha \| Lugar \| Local \| \| Resultado \| \| Visitante \| \| ----------------------- \| ---------------- \| -------------------- \| \| --------- \| \| -------------------- \| \| 24 de marzo de 2021 \| Helsinki \| Finlandia \| \| 2 – 2 \| \| Bosnia y Herzegovina \| \| 24 de marzo de 2021 \| Saint-Denis \| Francia \| \| 1 – 1 \| \| Ucrania \| \| 28 de marzo de 2021 \| Nur-sultán \| Kazajistán \| \| 0 – 2 \| \| Francia \| \| 28 de marzo de 2021 \| Kiev \| Ucrania \| \| 1 – 1 \| \| Finlandia \| \| 31 de marzo de 2021 \| Sarajevo \| Bosnia y Herzegovina \| \| 0 – 1 \| \| Francia \| \| 31 de marzo de 2021 \| Kiev \| Ucrania \| \| 1 – 1 \| \| Kazajistán \| \| 1 de septiembre de 2021 \| Nur-sultán \| Kazajistán \| \| 2 – 2 \| \| Ucrania \| \| 1 de septiembre de 2021 \| Estrasburgo \| Francia \| \| 1 – 1 \| \| Bosnia y Herzegovina \| \| 4 de septiembre de 2021 \| Helsinki \| Finlandia \| \| 1 – 0 \| \| Kazajistán \| \| 4 de septiembre de 2021 \| Kiev \| Ucrania \| \| 1 – 1 \| \| Francia \| \| 7 de septiembre de 2021 \| Zenica \| Bosnia y Herzegovina \| \| 2 – 2 \| \| Kazajistán \| \| 7 de septiembre de 2021 \| Décines-Charpieu \| Francia \| \| 2 – 0 \| \| Finlandia \| \| 9 de octubre de 2021 \| Nur-sultán \| Kazajistán \| \| 0 – 2 \| \| Bosnia y Herzegovina \| \| 9 de octubre de 2021 \| Helsinki \| Finlandia \| \| 1 – 2 \| \| Ucrania \| \| 12 de octubre de 2021 \| Nur-sultán \| Kazajistán \| \| 0 – 2 \| \| Finlandia \| \| 12 de octubre de 2021 \| Leópolis \| Ucrania \| \| 1 – 1 \| \| Bosnia y Herzegovina \| \| 13 de noviembre de 2021 \| Zenica \| Bosnia y Herzegovina \| \| 1 – 3 \| \| Finlandia \| \| 13 de noviembre de 2021 \| París \| Francia \| \| 8 – 0 \| \| Kazajistán \| \| 16 de noviembre de 2021 \| Zenica \| Bosnia y Herzegovina \| \| 0 – 2 \| \| Ucrania \| \| 16 de noviembre de 2021 \| Helsinki \| Finlandia \| \| 0 – 2 \| \| Francia \| |                  |                      |                                 |           |                                 |                      |
| Fecha | Lugar            | Local                |                                 | Resultado |                                 | Visitante            |
| 24 de marzo de 2021 | Helsinki         | Finlandia            | Bandera de Finlandia            | 2 – 2     | Bandera de Bosnia y Herzegovina | Bosnia y Herzegovina |
| 24 de marzo de 2021 | Saint-Denis      | Francia              | Bandera de Francia              | 1 – 1     | Bandera de Ucrania              | Ucrania              |
| 28 de marzo de 2021 | Nur-sultán       | Kazajistán           | Bandera de Kazajistán           | 0 – 2     | Bandera de Francia              | Francia              |
| 28 de marzo de 2021 | Kiev             | Ucrania              | Bandera de Ucrania              | 1 – 1     | Bandera de Finlandia            | Finlandia            |
| 31 de marzo de 2021 | Sarajevo         | Bosnia y Herzegovina | Bandera de Bosnia y Herzegovina | 0 – 1     | Bandera de Francia              | Francia              |
| 31 de marzo de 2021 | Kiev             | Ucrania              | Bandera de Ucrania              | 1 – 1     | Bandera de Kazajistán           | Kazajistán           |
| 1 de septiembre de 2021 | Nur-sultán       | Kazajistán           | Bandera de Kazajistán           | 2 – 2     | Bandera de Ucrania              | Ucrania              |
| 1 de septiembre de 2021 | Estrasburgo      | Francia              | Bandera de Francia              | 1 – 1     | Bandera de Bosnia y Herzegovina | Bosnia y Herzegovina |
| 4 de septiembre de 2021 | Helsinki         | Finlandia            | Bandera de Finlandia            | 1 – 0     | Bandera de Kazajistán           | Kazajistán           |
| 4 de septiembre de 2021 | Kiev             | Ucrania              | Bandera de Ucrania              | 1 – 1     | Bandera de Francia              | Francia              |
| 7 de septiembre de 2021 | Zenica           | Bosnia y Herzegovina | Bandera de Bosnia y Herzegovina | 2 – 2     | Bandera de Kazajistán           | Kazajistán           |
| 7 de septiembre de 2021 | Décines-Charpieu | Francia              | Bandera de Francia              | 2 – 0     | Bandera de Finlandia            | Finlandia            |
| 9 de octubre de 2021 | Nur-sultán       | Kazajistán           | Bandera de Kazajistán           | 0 – 2     | Bandera de Bosnia y Herzegovina | Bosnia y Herzegovina |
| 9 de octubre de 2021 | Helsinki         | Finlandia            | Bandera de Finlandia            | 1 – 2     | Bandera de Ucrania              | Ucrania              |
| 12 de octubre de 2021 | Nur-sultán       | Kazajistán           | Bandera de Kazajistán           | 0 – 2     | Bandera de Finlandia            | Finlandia            |
| 12 de octubre de 2021 | Leópolis         | Ucrania              | Bandera de Ucrania              | 1 – 1     | Bandera de Bosnia y Herzegovina | Bosnia y Herzegovina |
| 13 de noviembre de 2021 | Zenica           | Bosnia y Herzegovina | Bandera de Bosnia y Herzegovina | 1 – 3     | Bandera de Finlandia            | Finlandia            |
| 13 de noviembre de 2021 | París            | Francia              | Bandera de Francia              | 8 – 0     | Bandera de Kazajistán           | Kazajistán           |
| 16 de noviembre de 2021 | Zenica           | Bosnia y Herzegovina | Bandera de Bosnia y Herzegovina | 0 – 2     | Bandera de Ucrania              | Ucrania              |
| 16 de noviembre de 2021 | Helsinki         | Finlandia            | Bandera de Finlandia            | 0 – 2     | Bandera de Francia              | Francia              |

### Grupo E
| Pos. | Equipo          | Pts. | PJ | G | E | P | GF | GC | Dif. | Clasificación |       | Bandera de Bélgica | Bandera de Gales | Bandera de República Checa | Bandera de Estonia | Bandera de Bielorrusia |
| ---- | --------------- | ---- | -- | - | - | - | -- | -- | ---- | ------------- | ----- | ------------------ | ---------------- | -------------------------- | ------------------ | ---------------------- |
| 1    | Bélgica         | 20   | 8  | 6 | 2 | 0 | 25 | 6  | +19  | Mundial 2022  |       | —                  | 3 – 1            | 3 – 0                      | 3 – 1              | 8 – 0                  |
| 2    | Gales           | 15   | 8  | 4 | 3 | 1 | 14 | 9  | +5   | Play-offs     |       | 1 – 1              | —                | 1 – 0                      | 0 – 0              | 5 – 1                  |
| 3    | República Checa | 14   | 8  | 4 | 2 | 2 | 14 | 9  | +5   |               |       | 1 – 1              | 2 – 2            | —                          | 2 – 0              | 1 – 0                  |
| 4    | Estonia         | 4    | 8  | 1 | 1 | 6 | 9  | 21 | −12  |               | 2 – 5 | 0 – 1              | 2 – 6            | —                          | 2 – 0              |                        |
| 5    | Bielorrusia     | 3    | 8  | 1 | 0 | 7 | 7  | 24 | −17  |               | 0 – 1 | 2 – 3              | 0 – 2            | 4 – 2                      | —                  |                        |

 Fuente: UEFA
Criterios de clasificación: criterios UEFA de desempate
| \| Fecha \| Lugar \| Local \| \| Resultado \| \| Visitante \| \| ----------------------- \| ---------------- \| --------------- \| \| --------- \| \| --------------- \| \| 24 de marzo de 2021 \| Lovaina \| Bélgica \| \| 3 – 1 \| \| Gales \| \| 24 de marzo de 2021 \| Lublin (Polonia) \| Estonia \| \| 2 – 6 \| \| República Checa \| \| 27 de marzo de 2021 \| Minsk \| Bielorrusia \| \| 4 – 2 \| \| Estonia \| \| 27 de marzo de 2021 \| Praga \| República Checa \| \| 1 – 1 \| \| Bélgica \| \| 30 de marzo de 2021 \| Lovaina \| Bélgica \| \| 8 – 0 \| \| Bielorrusia \| \| 30 de marzo de 2021 \| Cardiff \| Gales \| \| 1 – 0 \| \| República Checa \| \| 2 de septiembre de 2021 \| Ostrava \| República Checa \| \| 1 – 0 \| \| Bielorrusia \| \| 2 de septiembre de 2021 \| Tallin \| Estonia \| \| 2 – 5 \| \| Bélgica \| \| 5 de septiembre de 2021 \| Kazán (Rusia) \| Bielorrusia \| \| 2 – 3 \| \| Gales \| \| 5 de septiembre de 2021 \| Bruselas \| Bélgica \| \| 3 – 0 \| \| República Checa \| \| 8 de septiembre de 2021 \| Kazán (Rusia) \| Bielorrusia \| \| 0 – 1 \| \| Bélgica \| \| 8 de septiembre de 2021 \| Cardiff \| Gales \| \| 0 – 0 \| \| Estonia \| \| 8 de octubre de 2021 \| Praga \| República Checa \| \| 2 – 2 \| \| Gales \| \| 8 de octubre de 2021 \| Tallin \| Estonia \| \| 2 – 0 \| \| Bielorrusia \| \| 11 de octubre de 2021 \| Kazán (Rusia) \| Bielorrusia \| \| 0 – 2 \| \| República Checa \| \| 11 de octubre de 2021 \| Tallin \| Estonia \| \| 0 – 1 \| \| Gales \| \| 13 de noviembre de 2021 \| Bruselas \| Bélgica \| \| 3 – 1 \| \| Estonia \| \| 13 de noviembre de 2021 \| Cardiff \| Gales \| \| 5 – 1 \| \| Bielorrusia \| \| 16 de noviembre de 2021 \| Praga \| República Checa \| \| 2 – 0 \| \| Estonia \| \| 16 de noviembre de 2021 \| Cardiff \| Gales \| \| 1 – 1 \| \| Bélgica \| |                  |                 |                            |           |                            |                 |
| Fecha | Lugar            | Local           |                            | Resultado |                            | Visitante       |
| 24 de marzo de 2021 | Lovaina          | Bélgica         | Bandera de Bélgica         | 3 – 1     | Bandera de Gales           | Gales           |
| 24 de marzo de 2021 | Lublin (Polonia) | Estonia         | Bandera de Estonia         | 2 – 6     | Bandera de República Checa | República Checa |
| 27 de marzo de 2021 | Minsk            | Bielorrusia     | Bandera de Bielorrusia     | 4 – 2     | Bandera de Estonia         | Estonia         |
| 27 de marzo de 2021 | Praga            | República Checa | Bandera de República Checa | 1 – 1     | Bandera de Bélgica         | Bélgica         |
| 30 de marzo de 2021 | Lovaina          | Bélgica         | Bandera de Bélgica         | 8 – 0     | Bandera de Bielorrusia     | Bielorrusia     |
| 30 de marzo de 2021 | Cardiff          | Gales           | Bandera de Gales           | 1 – 0     | Bandera de República Checa | República Checa |
| 2 de septiembre de 2021 | Ostrava          | República Checa | Bandera de República Checa | 1 – 0     | Bandera de Bielorrusia     | Bielorrusia     |
| 2 de septiembre de 2021 | Tallin           | Estonia         | Bandera de Estonia         | 2 – 5     | Bandera de Bélgica         | Bélgica         |
| 5 de septiembre de 2021 | Kazán (Rusia)    | Bielorrusia     | Bandera de Bielorrusia     | 2 – 3     | Bandera de Gales           | Gales           |
| 5 de septiembre de 2021 | Bruselas         | Bélgica         | Bandera de Bélgica         | 3 – 0     | Bandera de República Checa | República Checa |
| 8 de septiembre de 2021 | Kazán (Rusia)    | Bielorrusia     | Bandera de Bielorrusia     | 0 – 1     | Bandera de Bélgica         | Bélgica         |
| 8 de septiembre de 2021 | Cardiff          | Gales           | Bandera de Gales           | 0 – 0     | Bandera de Estonia         | Estonia         |
| 8 de octubre de 2021 | Praga            | República Checa | Bandera de República Checa | 2 – 2     | Bandera de Gales           | Gales           |
| 8 de octubre de 2021 | Tallin           | Estonia         | Bandera de Estonia         | 2 – 0     | Bandera de Bielorrusia     | Bielorrusia     |
| 11 de octubre de 2021 | Kazán (Rusia)    | Bielorrusia     | Bandera de Bielorrusia     | 0 – 2     | Bandera de República Checa | República Checa |
| 11 de octubre de 2021 | Tallin           | Estonia         | Bandera de Estonia         | 0 – 1     | Bandera de Gales           | Gales           |
| 13 de noviembre de 2021 | Bruselas         | Bélgica         | Bandera de Bélgica         | 3 – 1     | Bandera de Estonia         | Estonia         |
| 13 de noviembre de 2021 | Cardiff          | Gales           | Bandera de Gales           | 5 – 1     | Bandera de Bielorrusia     | Bielorrusia     |
| 16 de noviembre de 2021 | Praga            | República Checa | Bandera de República Checa | 2 – 0     | Bandera de Estonia         | Estonia         |
| 16 de noviembre de 2021 | Cardiff          | Gales           | Bandera de Gales           | 1 – 1     | Bandera de Bélgica         | Bélgica         |

### Grupo F
| Pos. | Equipo      | Pts. | PJ | G | E | P | GF | GC | Dif. | Clasificación |       | Bandera de Dinamarca | Bandera de Escocia | Bandera de Israel | Bandera de Austria | Bandera de Islas Feroe | Bandera de Moldavia |
| ---- | ----------- | ---- | -- | - | - | - | -- | -- | ---- | ------------- | ----- | -------------------- | ------------------ | ----------------- | ------------------ | ---------------------- | ------------------- |
| 1    | Dinamarca   | 27   | 10 | 9 | 0 | 1 | 30 | 3  | +27  | Mundial 2022  |       | —                    | 2 – 0              | 5 – 0             | 1 – 0              | 3 – 1                  | 8 – 0               |
| 2    | Escocia     | 23   | 10 | 7 | 2 | 1 | 17 | 7  | +10  | Play-offs     |       | 2 – 0                | —                  | 3 – 2             | 2 – 2              | 4 – 0                  | 1 – 0               |
| 3    | Israel      | 16   | 10 | 5 | 1 | 4 | 23 | 21 | +2   |               |       | 0 – 2                | 1 – 1              | —                 | 5 – 2              | 3 – 2                  | 2 – 1               |
| 4    | Austria     | 16   | 10 | 5 | 1 | 4 | 19 | 17 | +2   |               | 0 – 4 | 0 – 1                | 4 – 2              | —                 | 3 – 1              | 4 – 1                  |                     |
| 5    | Islas Feroe | 4    | 10 | 1 | 1 | 8 | 7  | 23 | −16  |               | 0 – 1 | 0 – 1                | 0 – 4              | 0 – 2             | —                  | 2 – 1                  |                     |
| 6    | Moldavia    | 1    | 10 | 0 | 1 | 9 | 5  | 30 | −25  |               | 0 – 4 | 0 – 2                | 1 – 4              | 0 – 2             | 1 – 1              | —                      |                     |

 Fuente: UEFA
Criterios de clasificación: criterios UEFA de desempate
| \| Fecha \| Lugar \| Local \| \| Resultado \| \| Visitante \| \| ----------------------- \| ---------- \| ----------- \| \| --------- \| \| ----------- \| \| 25 de marzo de 2021 \| Tel Aviv \| Israel \| \| 0 – 2 \| \| Dinamarca \| \| 25 de marzo de 2021 \| Chisináu \| Moldavia \| \| 1 – 1 \| \| Islas Feroe \| \| 25 de marzo de 2021 \| Glasgow \| Escocia \| \| 2 – 2 \| \| Austria \| \| 28 de marzo de 2021 \| Herning \| Dinamarca \| \| 8 – 0 \| \| Moldavia \| \| 28 de marzo de 2021 \| Viena \| Austria \| \| 3 – 1 \| \| Islas Feroe \| \| 28 de marzo de 2021 \| Tel Aviv \| Israel \| \| 1 – 1 \| \| Escocia \| \| 31 de marzo de 2021 \| Viena \| Austria \| \| 0 – 4 \| \| Dinamarca \| \| 31 de marzo de 2021 \| Chisináu \| Moldavia \| \| 1 – 4 \| \| Israel \| \| 31 de marzo de 2021 \| Glasgow \| Escocia \| \| 4 – 0 \| \| Islas Feroe \| \| 1 de septiembre de 2021 \| Copenhague \| Dinamarca \| \| 2 – 0 \| \| Escocia \| \| 1 de septiembre de 2021 \| Tórshavn \| Islas Feroe \| \| 0 – 4 \| \| Israel \| \| 1 de septiembre de 2021 \| Chisináu \| Moldavia \| \| 0 – 2 \| \| Austria \| \| 4 de septiembre de 2021 \| Tórshavn \| Islas Feroe \| \| 0 – 1 \| \| Dinamarca \| \| 4 de septiembre de 2021 \| Haifa \| Israel \| \| 5 – 2 \| \| Austria \| \| 4 de septiembre de 2021 \| Glasgow \| Escocia \| \| 1 – 0 \| \| Moldavia \| \| 7 de septiembre de 2021 \| Viena \| Austria \| \| 0 – 1 \| \| Escocia \| \| 7 de septiembre de 2021 \| Copenhague \| Dinamarca \| \| 5 – 0 \| \| Israel \| \| 7 de septiembre de 2021 \| Tórshavn \| Islas Feroe \| \| 2 – 1 \| \| Moldavia \| \| 9 de octubre de 2021 \| Glasgow \| Escocia \| \| 3 – 2 \| \| Israel \| \| 9 de octubre de 2021 \| Tórshavn \| Islas Feroe \| \| 0 – 2 \| \| Austria \| \| 9 de octubre de 2021 \| Chisináu \| Moldavia \| \| 0 – 4 \| \| Dinamarca \| \| 12 de octubre de 2021 \| Copenhague \| Dinamarca \| \| 1 – 0 \| \| Austria \| \| 12 de octubre de 2021 \| Tórshavn \| Islas Feroe \| \| 0 – 1 \| \| Escocia \| \| 12 de octubre de 2021 \| Beerseba \| Israel \| \| 2 – 1 \| \| Moldavia \| \| 12 de noviembre de 2021 \| Chisináu \| Moldavia \| \| 0 – 2 \| \| Escocia \| \| 12 de noviembre de 2021 \| Klagenfurt \| Austria \| \| 4 – 2 \| \| Israel \| \| 12 de noviembre de 2021 \| Copenhague \| Dinamarca \| \| 3 – 1 \| \| Islas Feroe \| \| 15 de noviembre de 2021 \| Klagenfurt \| Austria \| \| 4 – 1 \| \| Moldavia \| \| 15 de noviembre de 2021 \| Netanya \| Israel \| \| 3 – 2 \| \| Islas Feroe \| \| 15 de noviembre de 2021 \| Glasgow \| Escocia \| \| 2 – 0 \| \| Dinamarca \| |            |             |                        |           |                        |             |
| Fecha | Lugar      | Local       |                        | Resultado |                        | Visitante   |
| 25 de marzo de 2021 | Tel Aviv   | Israel      | Bandera de Israel      | 0 – 2     | Bandera de Dinamarca   | Dinamarca   |
| 25 de marzo de 2021 | Chisináu   | Moldavia    | Bandera de Moldavia    | 1 – 1     | Bandera de Islas Feroe | Islas Feroe |
| 25 de marzo de 2021 | Glasgow    | Escocia     | Bandera de Escocia     | 2 – 2     | Bandera de Austria     | Austria     |
| 28 de marzo de 2021 | Herning    | Dinamarca   | Bandera de Dinamarca   | 8 – 0     | Bandera de Moldavia    | Moldavia    |
| 28 de marzo de 2021 | Viena      | Austria     | Bandera de Austria     | 3 – 1     | Bandera de Islas Feroe | Islas Feroe |
| 28 de marzo de 2021 | Tel Aviv   | Israel      | Bandera de Israel      | 1 – 1     | Bandera de Escocia     | Escocia     |
| 31 de marzo de 2021 | Viena      | Austria     | Bandera de Austria     | 0 – 4     | Bandera de Dinamarca   | Dinamarca   |
| 31 de marzo de 2021 | Chisináu   | Moldavia    | Bandera de Moldavia    | 1 – 4     | Bandera de Israel      | Israel      |
| 31 de marzo de 2021 | Glasgow    | Escocia     | Bandera de Escocia     | 4 – 0     | Bandera de Islas Feroe | Islas Feroe |
| 1 de septiembre de 2021 | Copenhague | Dinamarca   | Bandera de Dinamarca   | 2 – 0     | Bandera de Escocia     | Escocia     |
| 1 de septiembre de 2021 | Tórshavn   | Islas Feroe | Bandera de Islas Feroe | 0 – 4     | Bandera de Israel      | Israel      |
| 1 de septiembre de 2021 | Chisináu   | Moldavia    | Bandera de Moldavia    | 0 – 2     | Bandera de Austria     | Austria     |
| 4 de septiembre de 2021 | Tórshavn   | Islas Feroe | Bandera de Islas Feroe | 0 – 1     | Bandera de Dinamarca   | Dinamarca   |
| 4 de septiembre de 2021 | Haifa      | Israel      | Bandera de Israel      | 5 – 2     | Bandera de Austria     | Austria     |
| 4 de septiembre de 2021 | Glasgow    | Escocia     | Bandera de Escocia     | 1 – 0     | Bandera de Moldavia    | Moldavia    |
| 7 de septiembre de 2021 | Viena      | Austria     | Bandera de Austria     | 0 – 1     | Bandera de Escocia     | Escocia     |
| 7 de septiembre de 2021 | Copenhague | Dinamarca   | Bandera de Dinamarca   | 5 – 0     | Bandera de Israel      | Israel      |
| 7 de septiembre de 2021 | Tórshavn   | Islas Feroe | Bandera de Islas Feroe | 2 – 1     | Bandera de Moldavia    | Moldavia    |
| 9 de octubre de 2021 | Glasgow    | Escocia     | Bandera de Escocia     | 3 – 2     | Bandera de Israel      | Israel      |
| 9 de octubre de 2021 | Tórshavn   | Islas Feroe | Bandera de Islas Feroe | 0 – 2     | Bandera de Austria     | Austria     |
| 9 de octubre de 2021 | Chisináu   | Moldavia    | Bandera de Moldavia    | 0 – 4     | Bandera de Dinamarca   | Dinamarca   |
| 12 de octubre de 2021 | Copenhague | Dinamarca   | Bandera de Dinamarca   | 1 – 0     | Bandera de Austria     | Austria     |
| 12 de octubre de 2021 | Tórshavn   | Islas Feroe | Bandera de Islas Feroe | 0 – 1     | Bandera de Escocia     | Escocia     |
| 12 de octubre de 2021 | Beerseba   | Israel      | Bandera de Israel      | 2 – 1     | Bandera de Moldavia    | Moldavia    |
| 12 de noviembre de 2021 | Chisináu   | Moldavia    | Bandera de Moldavia    | 0 – 2     | Bandera de Escocia     | Escocia     |
| 12 de noviembre de 2021 | Klagenfurt | Austria     | Bandera de Austria     | 4 – 2     | Bandera de Israel      | Israel      |
| 12 de noviembre de 2021 | Copenhague | Dinamarca   | Bandera de Dinamarca   | 3 – 1     | Bandera de Islas Feroe | Islas Feroe |
| 15 de noviembre de 2021 | Klagenfurt | Austria     | Bandera de Austria     | 4 – 1     | Bandera de Moldavia    | Moldavia    |
| 15 de noviembre de 2021 | Netanya    | Israel      | Bandera de Israel      | 3 – 2     | Bandera de Islas Feroe | Islas Feroe |
| 15 de noviembre de 2021 | Glasgow    | Escocia     | Bandera de Escocia     | 2 – 0     | Bandera de Dinamarca   | Dinamarca   |

### Grupo G
| Pos. | Equipo       | Pts. | PJ | G | E | P  | GF | GC | Dif. | Clasificación |       | Bandera de los Países Bajos | Bandera de Turquía | Bandera de Noruega | Bandera de Montenegro | Bandera de Letonia | Bandera de Gibraltar |
| ---- | ------------ | ---- | -- | - | - | -- | -- | -- | ---- | ------------- | ----- | --------------------------- | ------------------ | ------------------ | --------------------- | ------------------ | -------------------- |
| 1    | Países Bajos | 23   | 10 | 7 | 2 | 1  | 33 | 8  | +25  | Mundial 2022  |       | —                           | 6 – 1              | 2 – 0              | 4 – 0                 | 2 – 0              | 6 – 0                |
| 2    | Turquía      | 21   | 10 | 6 | 3 | 1  | 27 | 16 | +11  | Play-offs     |       | 4 – 2                       | —                  | 1 – 1              | 2 – 2                 | 3 – 3              | 6 – 0                |
| 3    | Noruega      | 18   | 10 | 5 | 3 | 2  | 15 | 8  | +7   |               |       | 1 – 1                       | 0 – 3              | —                  | 2 – 0                 | 0 – 0              | 5 – 1                |
| 4    | Montenegro   | 12   | 10 | 3 | 3 | 4  | 14 | 15 | −1   |               | 2 – 2 | 1 – 2                       | 0 – 1              | —                  | 0 – 0                 | 4 – 1              |                      |
| 5    | Letonia      | 9    | 10 | 2 | 3 | 5  | 11 | 14 | −3   |               | 0 – 1 | 1 – 2                       | 0 – 2              | 1 – 2              | —                     | 3 – 1              |                      |
| 6    | Gibraltar    | 0    | 10 | 0 | 0 | 10 | 4  | 43 | −39  |               | 0 – 7 | 0 – 3                       | 0 – 3              | 0 – 3              | 1 – 3                 | —                  |                      |

 Fuente: UEFA
Criterios de clasificación: criterios UEFA de desempate
| \| Fecha \| Lugar \| Local \| \| Resultado \| \| Visitante \| \| ----------------------- \| --------------- \| ------------ \| \| --------- \| \| ------------ \| \| 24 de marzo de 2021 \| Estambul \| Turquía \| \| 4 – 2 \| \| Países Bajos \| \| 24 de marzo de 2021 \| Gibraltar \| Gibraltar \| \| 0 – 3 \| \| Noruega \| \| 24 de marzo de 2021 \| Riga \| Letonia \| \| 1 – 2 \| \| Montenegro \| \| 27 de marzo de 2021 \| Podgorica \| Montenegro \| \| 4 – 1 \| \| Gibraltar \| \| 27 de marzo de 2021 \| Málaga (España) \| Noruega \| \| 0 – 3 \| \| Turquía \| \| 27 de marzo de 2021 \| Ámsterdam \| Países Bajos \| \| 2 – 0 \| \| Letonia \| \| 30 de marzo de 2021 \| Gibraltar \| Gibraltar \| \| 0 – 7 \| \| Países Bajos \| \| 30 de marzo de 2021 \| Podgorica \| Montenegro \| \| 0 – 1 \| \| Noruega \| \| 30 de marzo de 2021 \| Estambul \| Turquía \| \| 3 – 3 \| \| Letonia \| \| 1 de septiembre de 2021 \| Riga \| Letonia \| \| 3 – 1 \| \| Gibraltar \| \| 1 de septiembre de 2021 \| Oslo \| Noruega \| \| 1 – 1 \| \| Países Bajos \| \| 1 de septiembre de 2021 \| Estambul \| Turquía \| \| 2 – 2 \| \| Montenegro \| \| 4 de septiembre de 2021 \| Riga \| Letonia \| \| 0 – 2 \| \| Noruega \| \| 4 de septiembre de 2021 \| Gibraltar \| Gibraltar \| \| 0 – 3 \| \| Turquía \| \| 4 de septiembre de 2021 \| Eindhoven \| Países Bajos \| \| 4 – 0 \| \| Montenegro \| \| 7 de septiembre de 2021 \| Podgorica \| Montenegro \| \| 0 – 0 \| \| Letonia \| \| 7 de septiembre de 2021 \| Ámsterdam \| Países Bajos \| \| 6 – 1 \| \| Turquía \| \| 7 de septiembre de 2021 \| Oslo \| Noruega \| \| 5 – 1 \| \| Gibraltar \| \| 8 de octubre de 2021 \| Gibraltar \| Gibraltar \| \| 0 – 3 \| \| Montenegro \| \| 8 de octubre de 2021 \| Riga \| Letonia \| \| 0 – 1 \| \| Países Bajos \| \| 8 de octubre de 2021 \| Estambul \| Turquía \| \| 1 – 1 \| \| Noruega \| \| 11 de octubre de 2021 \| Riga \| Letonia \| \| 1 – 2 \| \| Turquía \| \| 11 de octubre de 2021 \| Róterdam \| Países Bajos \| \| 6 – 0 \| \| Gibraltar \| \| 11 de octubre de 2021 \| Oslo \| Noruega \| \| 2 – 0 \| \| Montenegro \| \| 13 de noviembre de 2021 \| Oslo \| Noruega \| \| 0 – 0 \| \| Letonia \| \| 13 de noviembre de 2021 \| Estambul \| Turquía \| \| 6 – 0 \| \| Gibraltar \| \| 13 de noviembre de 2021 \| Podgorica \| Montenegro \| \| 2 – 2 \| \| Países Bajos \| \| 16 de noviembre de 2021 \| Gibraltar \| Gibraltar \| \| 1 – 3 \| \| Letonia \| \| 16 de noviembre de 2021 \| Podgorica \| Montenegro \| \| 1 – 2 \| \| Turquía \| \| 16 de noviembre de 2021 \| Róterdam \| Países Bajos \| \| 2 – 0 \| \| Noruega \| |                 |              |                             |           |                             |              |
| Fecha | Lugar           | Local        |                             | Resultado |                             | Visitante    |
| 24 de marzo de 2021 | Estambul        | Turquía      | Bandera de Turquía          | 4 – 2     | Bandera de los Países Bajos | Países Bajos |
| 24 de marzo de 2021 | Gibraltar       | Gibraltar    | Bandera de Gibraltar        | 0 – 3     | Bandera de Noruega          | Noruega      |
| 24 de marzo de 2021 | Riga            | Letonia      | Bandera de Letonia          | 1 – 2     | Bandera de Montenegro       | Montenegro   |
| 27 de marzo de 2021 | Podgorica       | Montenegro   | Bandera de Montenegro       | 4 – 1     | Bandera de Gibraltar        | Gibraltar    |
| 27 de marzo de 2021 | Málaga (España) | Noruega      | Bandera de Noruega          | 0 – 3     | Bandera de Turquía          | Turquía      |
| 27 de marzo de 2021 | Ámsterdam       | Países Bajos | Bandera de los Países Bajos | 2 – 0     | Bandera de Letonia          | Letonia      |
| 30 de marzo de 2021 | Gibraltar       | Gibraltar    | Bandera de Gibraltar        | 0 – 7     | Bandera de los Países Bajos | Países Bajos |
| 30 de marzo de 2021 | Podgorica       | Montenegro   | Bandera de Montenegro       | 0 – 1     | Bandera de Noruega          | Noruega      |
| 30 de marzo de 2021 | Estambul        | Turquía      | Bandera de Turquía          | 3 – 3     | Bandera de Letonia          | Letonia      |
| 1 de septiembre de 2021 | Riga            | Letonia      | Bandera de Letonia          | 3 – 1     | Bandera de Gibraltar        | Gibraltar    |
| 1 de septiembre de 2021 | Oslo            | Noruega      | Bandera de Noruega          | 1 – 1     | Bandera de los Países Bajos | Países Bajos |
| 1 de septiembre de 2021 | Estambul        | Turquía      | Bandera de Turquía          | 2 – 2     | Bandera de Montenegro       | Montenegro   |
| 4 de septiembre de 2021 | Riga            | Letonia      | Bandera de Letonia          | 0 – 2     | Bandera de Noruega          | Noruega      |
| 4 de septiembre de 2021 | Gibraltar       | Gibraltar    | Bandera de Gibraltar        | 0 – 3     | Bandera de Turquía          | Turquía      |
| 4 de septiembre de 2021 | Eindhoven       | Países Bajos | Bandera de los Países Bajos | 4 – 0     | Bandera de Montenegro       | Montenegro   |
| 7 de septiembre de 2021 | Podgorica       | Montenegro   | Bandera de Montenegro       | 0 – 0     | Bandera de Letonia          | Letonia      |
| 7 de septiembre de 2021 | Ámsterdam       | Países Bajos | Bandera de los Países Bajos | 6 – 1     | Bandera de Turquía          | Turquía      |
| 7 de septiembre de 2021 | Oslo            | Noruega      | Bandera de Noruega          | 5 – 1     | Bandera de Gibraltar        | Gibraltar    |
| 8 de octubre de 2021 | Gibraltar       | Gibraltar    | Bandera de Gibraltar        | 0 – 3     | Bandera de Montenegro       | Montenegro   |
| 8 de octubre de 2021 | Riga            | Letonia      | Bandera de Letonia          | 0 – 1     | Bandera de los Países Bajos | Países Bajos |
| 8 de octubre de 2021 | Estambul        | Turquía      | Bandera de Turquía          | 1 – 1     | Bandera de Noruega          | Noruega      |
| 11 de octubre de 2021 | Riga            | Letonia      | Bandera de Letonia          | 1 – 2     | Bandera de Turquía          | Turquía      |
| 11 de octubre de 2021 | Róterdam        | Países Bajos | Bandera de los Países Bajos | 6 – 0     | Bandera de Gibraltar        | Gibraltar    |
| 11 de octubre de 2021 | Oslo            | Noruega      | Bandera de Noruega          | 2 – 0     | Bandera de Montenegro       | Montenegro   |
| 13 de noviembre de 2021 | Oslo            | Noruega      | Bandera de Noruega          | 0 – 0     | Bandera de Letonia          | Letonia      |
| 13 de noviembre de 2021 | Estambul        | Turquía      | Bandera de Turquía          | 6 – 0     | Bandera de Gibraltar        | Gibraltar    |
| 13 de noviembre de 2021 | Podgorica       | Montenegro   | Bandera de Montenegro       | 2 – 2     | Bandera de los Países Bajos | Países Bajos |
| 16 de noviembre de 2021 | Gibraltar       | Gibraltar    | Bandera de Gibraltar        | 1 – 3     | Bandera de Letonia          | Letonia      |
| 16 de noviembre de 2021 | Podgorica       | Montenegro   | Bandera de Montenegro       | 1 – 2     | Bandera de Turquía          | Turquía      |
| 16 de noviembre de 2021 | Róterdam        | Países Bajos | Bandera de los Países Bajos | 2 – 0     | Bandera de Noruega          | Noruega      |

### Grupo H
| Pos. | Equipo     | Pts. | PJ | G | E | P | GF | GC | Dif. | Clasificación |       | Bandera de Croacia | Bandera de Rusia | Bandera de Eslovaquia | Bandera de Eslovenia | Bandera de Chipre | Bandera de Malta |
| ---- | ---------- | ---- | -- | - | - | - | -- | -- | ---- | ------------- | ----- | ------------------ | ---------------- | --------------------- | -------------------- | ----------------- | ---------------- |
| 1    | Croacia    | 23   | 10 | 7 | 2 | 1 | 21 | 4  | +17  | Mundial 2022  |       | —                  | 1 – 0            | 2 – 2                 | 3 – 0                | 1 – 0             | 3 – 0            |
| 2    | Rusia      | 22   | 10 | 7 | 1 | 2 | 19 | 6  | +13  | Play-offs     |       | 0 – 0              | —                | 1 – 0                 | 2 – 1                | 6 – 0             | 2 – 0            |
| 3    | Eslovaquia | 14   | 10 | 3 | 5 | 2 | 17 | 10 | +7   |               |       | 0 – 1              | 2 – 1            | —                     | 2 – 2                | 2 – 0             | 2 – 2            |
| 4    | Eslovenia  | 14   | 10 | 4 | 2 | 4 | 13 | 12 | +1   |               | 1 – 0 | 1 – 2              | 1 – 1            | —                     | 2 – 1                | 1 – 0             |                  |
| 5    | Chipre     | 5    | 10 | 1 | 2 | 7 | 4  | 21 | −17  |               | 0 – 3 | 0 – 2              | 0 – 0            | 1 – 0                 | —                    | 2 – 2             |                  |
| 6    | Malta      | 5    | 10 | 1 | 2 | 7 | 9  | 30 | −21  |               | 1 – 7 | 1 – 3              | 0 – 6            | 0 – 4                 | 3 – 0                | —                 |                  |

 Fuente: UEFA
Criterios de clasificación: criterios UEFA de desempate
| \| Fecha \| Lugar \| Local \| \| Resultado \| \| Visitante \| \| ----------------------- \| --------------- \| ---------- \| \| --------- \| \| ---------- \| \| 24 de marzo de 2021 \| Nicosia \| Chipre \| \| 0 – 0 \| \| Eslovaquia \| \| 24 de marzo de 2021 \| Ta' Qali \| Malta \| \| 1 – 3 \| \| Rusia \| \| 24 de marzo de 2021 \| Liubliana \| Eslovenia \| \| 1 – 0 \| \| Croacia \| \| 27 de marzo de 2021 \| Sochi \| Rusia \| \| 2 – 1 \| \| Eslovenia \| \| 27 de marzo de 2021 \| Rijeka \| Croacia \| \| 1 – 0 \| \| Chipre \| \| 27 de marzo de 2021 \| Trnava \| Eslovaquia \| \| 2 – 2 \| \| Malta \| \| 30 de marzo de 2021 \| Nicosia \| Chipre \| \| 1 – 0 \| \| Eslovenia \| \| 30 de marzo de 2021 \| Rijeka \| Croacia \| \| 3 – 0 \| \| Malta \| \| 30 de marzo de 2021 \| Trnava \| Eslovaquia \| \| 2 – 1 \| \| Rusia \| \| 1 de septiembre de 2021 \| Ta' Qali \| Malta \| \| 3 – 0 \| \| Chipre \| \| 1 de septiembre de 2021 \| Moscú \| Rusia \| \| 0 – 0 \| \| Croacia \| \| 1 de septiembre de 2021 \| Liubliana \| Eslovenia \| \| 1 – 1 \| \| Eslovaquia \| \| 4 de septiembre de 2021 \| Nicosia \| Chipre \| \| 0 – 2 \| \| Rusia \| \| 4 de septiembre de 2021 \| Liubliana \| Eslovenia \| \| 1 – 0 \| \| Malta \| \| 4 de septiembre de 2021 \| Bratislava \| Eslovaquia \| \| 0 – 1 \| \| Croacia \| \| 7 de septiembre de 2021 \| Split \| Croacia \| \| 3 – 0 \| \| Eslovenia \| \| 7 de septiembre de 2021 \| Moscú \| Rusia \| \| 2 – 0 \| \| Malta \| \| 7 de septiembre de 2021 \| Bratislava \| Eslovaquia \| \| 2 – 0 \| \| Chipre \| \| 8 de octubre de 2021 \| Lárnaca \| Chipre \| \| 0 – 3 \| \| Croacia \| \| 8 de octubre de 2021 \| Ta' Qali \| Malta \| \| 0 – 4 \| \| Eslovenia \| \| 8 de octubre de 2021 \| Kazán \| Rusia \| \| 1 – 0 \| \| Eslovaquia \| \| 11 de octubre de 2021 \| Lárnaca \| Chipre \| \| 2 – 2 \| \| Malta \| \| 11 de octubre de 2021 \| Osijek \| Croacia \| \| 2 – 2 \| \| Eslovaquia \| \| 11 de octubre de 2021 \| Maribor \| Eslovenia \| \| 1 – 2 \| \| Rusia \| \| 11 de noviembre de 2021 \| San Petersburgo \| Rusia \| \| 6 – 0 \| \| Chipre \| \| 11 de noviembre de 2021 \| Ta' Qali \| Malta \| \| 1 – 7 \| \| Croacia \| \| 11 de noviembre de 2021 \| Trnava \| Eslovaquia \| \| 2 – 2 \| \| Eslovenia \| \| 14 de noviembre de 2021 \| Split \| Croacia \| \| 1 – 0 \| \| Rusia \| \| 14 de noviembre de 2021 \| Ta' Qali \| Malta \| \| 0 – 6 \| \| Eslovaquia \| \| 14 de noviembre de 2021 \| Liubliana \| Eslovenia \| \| 2 – 1 \| \| Chipre \| |                 |            |                       |           |                       |            |
| Fecha | Lugar           | Local      |                       | Resultado |                       | Visitante  |
| 24 de marzo de 2021 | Nicosia         | Chipre     | Bandera de Chipre     | 0 – 0     | Bandera de Eslovaquia | Eslovaquia |
| 24 de marzo de 2021 | Ta' Qali        | Malta      | Bandera de Malta      | 1 – 3     | Bandera de Rusia      | Rusia      |
| 24 de marzo de 2021 | Liubliana       | Eslovenia  | Bandera de Eslovenia  | 1 – 0     | Bandera de Croacia    | Croacia    |
| 27 de marzo de 2021 | Sochi           | Rusia      | Bandera de Rusia      | 2 – 1     | Bandera de Eslovenia  | Eslovenia  |
| 27 de marzo de 2021 | Rijeka          | Croacia    | Bandera de Croacia    | 1 – 0     | Bandera de Chipre     | Chipre     |
| 27 de marzo de 2021 | Trnava          | Eslovaquia | Bandera de Eslovaquia | 2 – 2     | Bandera de Malta      | Malta      |
| 30 de marzo de 2021 | Nicosia         | Chipre     | Bandera de Chipre     | 1 – 0     | Bandera de Eslovenia  | Eslovenia  |
| 30 de marzo de 2021 | Rijeka          | Croacia    | Bandera de Croacia    | 3 – 0     | Bandera de Malta      | Malta      |
| 30 de marzo de 2021 | Trnava          | Eslovaquia | Bandera de Eslovaquia | 2 – 1     | Bandera de Rusia      | Rusia      |
| 1 de septiembre de 2021 | Ta' Qali        | Malta      | Bandera de Malta      | 3 – 0     | Bandera de Chipre     | Chipre     |
| 1 de septiembre de 2021 | Moscú           | Rusia      | Bandera de Rusia      | 0 – 0     | Bandera de Croacia    | Croacia    |
| 1 de septiembre de 2021 | Liubliana       | Eslovenia  | Bandera de Eslovenia  | 1 – 1     | Bandera de Eslovaquia | Eslovaquia |
| 4 de septiembre de 2021 | Nicosia         | Chipre     | Bandera de Chipre     | 0 – 2     | Bandera de Rusia      | Rusia      |
| 4 de septiembre de 2021 | Liubliana       | Eslovenia  | Bandera de Eslovenia  | 1 – 0     | Bandera de Malta      | Malta      |
| 4 de septiembre de 2021 | Bratislava      | Eslovaquia | Bandera de Eslovaquia | 0 – 1     | Bandera de Croacia    | Croacia    |
| 7 de septiembre de 2021 | Split           | Croacia    | Bandera de Croacia    | 3 – 0     | Bandera de Eslovenia  | Eslovenia  |
| 7 de septiembre de 2021 | Moscú           | Rusia      | Bandera de Rusia      | 2 – 0     | Bandera de Malta      | Malta      |
| 7 de septiembre de 2021 | Bratislava      | Eslovaquia | Bandera de Eslovaquia | 2 – 0     | Bandera de Chipre     | Chipre     |
| 8 de octubre de 2021 | Lárnaca         | Chipre     | Bandera de Chipre     | 0 – 3     | Bandera de Croacia    | Croacia    |
| 8 de octubre de 2021 | Ta' Qali        | Malta      | Bandera de Malta      | 0 – 4     | Bandera de Eslovenia  | Eslovenia  |
| 8 de octubre de 2021 | Kazán           | Rusia      | Bandera de Rusia      | 1 – 0     | Bandera de Eslovaquia | Eslovaquia |
| 11 de octubre de 2021 | Lárnaca         | Chipre     | Bandera de Chipre     | 2 – 2     | Bandera de Malta      | Malta      |
| 11 de octubre de 2021 | Osijek          | Croacia    | Bandera de Croacia    | 2 – 2     | Bandera de Eslovaquia | Eslovaquia |
| 11 de octubre de 2021 | Maribor         | Eslovenia  | Bandera de Eslovenia  | 1 – 2     | Bandera de Rusia      | Rusia      |
| 11 de noviembre de 2021 | San Petersburgo | Rusia      | Bandera de Rusia      | 6 – 0     | Bandera de Chipre     | Chipre     |
| 11 de noviembre de 2021 | Ta' Qali        | Malta      | Bandera de Malta      | 1 – 7     | Bandera de Croacia    | Croacia    |
| 11 de noviembre de 2021 | Trnava          | Eslovaquia | Bandera de Eslovaquia | 2 – 2     | Bandera de Eslovenia  | Eslovenia  |
| 14 de noviembre de 2021 | Split           | Croacia    | Bandera de Croacia    | 1 – 0     | Bandera de Rusia      | Rusia      |
| 14 de noviembre de 2021 | Ta' Qali        | Malta      | Bandera de Malta      | 0 – 6     | Bandera de Eslovaquia | Eslovaquia |
| 14 de noviembre de 2021 | Liubliana       | Eslovenia  | Bandera de Eslovenia  | 2 – 1     | Bandera de Chipre     | Chipre     |

### Grupo I
| Pos. | Equipo     | Pts. | PJ | G | E | P  | GF | GC | Dif. | Clasificación |        | Bandera de Inglaterra | Bandera de Polonia | Bandera de Albania | Bandera de Hungría | Bandera de Andorra | Bandera de San Marino |
| ---- | ---------- | ---- | -- | - | - | -- | -- | -- | ---- | ------------- | ------ | --------------------- | ------------------ | ------------------ | ------------------ | ------------------ | --------------------- |
| 1    | Inglaterra | 26   | 10 | 8 | 2 | 0  | 39 | 3  | +36  | Mundial 2022  |        | —                     | 2 – 1              | 5 – 0              | 1 – 1              | 4 – 0              | 5 – 0                 |
| 2    | Polonia    | 20   | 10 | 6 | 2 | 2  | 30 | 11 | +19  | Play-offs     |        | 1 – 1                 | —                  | 4 – 1              | 1 – 2              | 4 – 0              | 5 – 0                 |
| 3    | Albania    | 18   | 10 | 6 | 0 | 4  | 12 | 12 | 0    |               |        | 0 – 2                 | 0 – 1              | —                  | 1 – 0              | 1 – 0              | 5 – 0                 |
| 4    | Hungría    | 17   | 10 | 5 | 2 | 3  | 19 | 13 | +6   |               | 0 – 4  | 3 – 3                 | 0 – 1              | —                  | 2 – 1              | 4 – 0              |                       |
| 5    | Andorra    | 6    | 10 | 2 | 0 | 8  | 8  | 24 | −16  |               | 0 – 5  | 1 – 4                 | 0 – 1              | 1 – 4              | —                  | 2 – 0              |                       |
| 6    | San Marino | 0    | 10 | 0 | 0 | 10 | 1  | 46 | −45  |               | 0 – 10 | 1 – 7                 | 0 – 2              | 0 – 3              | 0 – 3              | —                  |                       |

 Fuente: UEFA
Criterios de clasificación: criterios UEFA de desempate
| \| Fecha \| Lugar \| Local \| \| Resultado \| \| Visitante \| \| ----------------------- \| ---------------- \| ---------- \| \| --------- \| \| ---------- \| \| 25 de marzo de 2021 \| Andorra la Vieja \| Andorra \| \| 0 – 1 \| \| Albania \| \| 25 de marzo de 2021 \| Londres \| Inglaterra \| \| 5 – 0 \| \| San Marino \| \| 25 de marzo de 2021 \| Budapest \| Hungría \| \| 3 – 3 \| \| Polonia \| \| 28 de marzo de 2021 \| Tirana \| Albania \| \| 0 – 2 \| \| Inglaterra \| \| 28 de marzo de 2021 \| Varsovia \| Polonia \| \| 3 – 0 \| \| Andorra \| \| 28 de marzo de 2021 \| Serravalle \| San Marino \| \| 0 – 3 \| \| Hungría \| \| 31 de marzo de 2021 \| Andorra la Vieja \| Andorra \| \| 1 – 4 \| \| Hungría \| \| 31 de marzo de 2021 \| Londres \| Inglaterra \| \| 2 – 1 \| \| Polonia \| \| 31 de marzo de 2021 \| Serravalle \| San Marino \| \| 0 – 2 \| \| Albania \| \| 2 de septiembre de 2021 \| Andorra la Vieja \| Andorra \| \| 2 – 0 \| \| San Marino \| \| 2 de septiembre de 2021 \| Budapest \| Hungría \| \| 0 – 4 \| \| Inglaterra \| \| 2 de septiembre de 2021 \| Varsovia \| Polonia \| \| 4 – 1 \| \| Albania \| \| 5 de septiembre de 2021 \| Elbasan \| Albania \| \| 1 – 0 \| \| Hungría \| \| 5 de septiembre de 2021 \| Londres \| Inglaterra \| \| 4 – 0 \| \| Andorra \| \| 5 de septiembre de 2021 \| Serravalle \| San Marino \| \| 1 – 7 \| \| Polonia \| \| 8 de septiembre de 2021 \| Elbasan \| Albania \| \| 5 – 0 \| \| San Marino \| \| 8 de septiembre de 2021 \| Budapest \| Hungría \| \| 2 – 1 \| \| Andorra \| \| 8 de septiembre de 2021 \| Varsovia \| Polonia \| \| 1 – 1 \| \| Inglaterra \| \| 9 de octubre de 2021 \| Andorra la Vieja \| Andorra \| \| 0 – 5 \| \| Inglaterra \| \| 9 de octubre de 2021 \| Budapest \| Hungría \| \| 0 – 1 \| \| Albania \| \| 9 de octubre de 2021 \| Varsovia \| Polonia \| \| 5 – 0 \| \| San Marino \| \| 12 de octubre de 2021 \| Tirana \| Albania \| \| 0 – 1 \| \| Polonia \| \| 12 de octubre de 2021 \| Londres \| Inglaterra \| \| 1 – 1 \| \| Hungría \| \| 12 de octubre de 2021 \| Serravalle \| San Marino \| \| 0 – 3 \| \| Andorra \| \| 12 de noviembre de 2021 \| Andorra la Vieja \| Andorra \| \| 1 – 4 \| \| Polonia \| \| 12 de noviembre de 2021 \| Londres \| Inglaterra \| \| 5 – 0 \| \| Albania \| \| 12 de noviembre de 2021 \| Budapest \| Hungría \| \| 4 – 0 \| \| San Marino \| \| 15 de noviembre de 2021 \| Tirana \| Albania \| \| 1 – 0 \| \| Andorra \| \| 15 de noviembre de 2021 \| Varsovia \| Polonia \| \| 1 – 2 \| \| Hungría \| \| 15 de noviembre de 2021 \| Serravalle \| San Marino \| \| 0 – 10 \| \| Inglaterra \| |                  |            |                       |           |                       |            |
| Fecha | Lugar            | Local      |                       | Resultado |                       | Visitante  |
| 25 de marzo de 2021 | Andorra la Vieja | Andorra    | Bandera de Andorra    | 0 – 1     | Bandera de Albania    | Albania    |
| 25 de marzo de 2021 | Londres          | Inglaterra | Bandera de Inglaterra | 5 – 0     | Bandera de San Marino | San Marino |
| 25 de marzo de 2021 | Budapest         | Hungría    | Bandera de Hungría    | 3 – 3     | Bandera de Polonia    | Polonia    |
| 28 de marzo de 2021 | Tirana           | Albania    | Bandera de Albania    | 0 – 2     | Bandera de Inglaterra | Inglaterra |
| 28 de marzo de 2021 | Varsovia         | Polonia    | Bandera de Polonia    | 3 – 0     | Bandera de Andorra    | Andorra    |
| 28 de marzo de 2021 | Serravalle       | San Marino | Bandera de San Marino | 0 – 3     | Bandera de Hungría    | Hungría    |
| 31 de marzo de 2021 | Andorra la Vieja | Andorra    | Bandera de Andorra    | 1 – 4     | Bandera de Hungría    | Hungría    |
| 31 de marzo de 2021 | Londres          | Inglaterra | Bandera de Inglaterra | 2 – 1     | Bandera de Polonia    | Polonia    |
| 31 de marzo de 2021 | Serravalle       | San Marino | Bandera de San Marino | 0 – 2     | Bandera de Albania    | Albania    |
| 2 de septiembre de 2021 | Andorra la Vieja | Andorra    | Bandera de Andorra    | 2 – 0     | Bandera de San Marino | San Marino |
| 2 de septiembre de 2021 | Budapest         | Hungría    | Bandera de Hungría    | 0 – 4     | Bandera de Inglaterra | Inglaterra |
| 2 de septiembre de 2021 | Varsovia         | Polonia    | Bandera de Polonia    | 4 – 1     | Bandera de Albania    | Albania    |
| 5 de septiembre de 2021 | Elbasan          | Albania    | Bandera de Albania    | 1 – 0     | Bandera de Hungría    | Hungría    |
| 5 de septiembre de 2021 | Londres          | Inglaterra | Bandera de Inglaterra | 4 – 0     | Bandera de Andorra    | Andorra    |
| 5 de septiembre de 2021 | Serravalle       | San Marino | Bandera de San Marino | 1 – 7     | Bandera de Polonia    | Polonia    |
| 8 de septiembre de 2021 | Elbasan          | Albania    | Bandera de Albania    | 5 – 0     | Bandera de San Marino | San Marino |
| 8 de septiembre de 2021 | Budapest         | Hungría    | Bandera de Hungría    | 2 – 1     | Bandera de Andorra    | Andorra    |
| 8 de septiembre de 2021 | Varsovia         | Polonia    | Bandera de Polonia    | 1 – 1     | Bandera de Inglaterra | Inglaterra |
| 9 de octubre de 2021 | Andorra la Vieja | Andorra    | Bandera de Andorra    | 0 – 5     | Bandera de Inglaterra | Inglaterra |
| 9 de octubre de 2021 | Budapest         | Hungría    | Bandera de Hungría    | 0 – 1     | Bandera de Albania    | Albania    |
| 9 de octubre de 2021 | Varsovia         | Polonia    | Bandera de Polonia    | 5 – 0     | Bandera de San Marino | San Marino |
| 12 de octubre de 2021 | Tirana           | Albania    | Bandera de Albania    | 0 – 1     | Bandera de Polonia    | Polonia    |
| 12 de octubre de 2021 | Londres          | Inglaterra | Bandera de Inglaterra | 1 – 1     | Bandera de Hungría    | Hungría    |
| 12 de octubre de 2021 | Serravalle       | San Marino | Bandera de San Marino | 0 – 3     | Bandera de Andorra    | Andorra    |
| 12 de noviembre de 2021 | Andorra la Vieja | Andorra    | Bandera de Andorra    | 1 – 4     | Bandera de Polonia    | Polonia    |
| 12 de noviembre de 2021 | Londres          | Inglaterra | Bandera de Inglaterra | 5 – 0     | Bandera de Albania    | Albania    |
| 12 de noviembre de 2021 | Budapest         | Hungría    | Bandera de Hungría    | 4 – 0     | Bandera de San Marino | San Marino |
| 15 de noviembre de 2021 | Tirana           | Albania    | Bandera de Albania    | 1 – 0     | Bandera de Andorra    | Andorra    |
| 15 de noviembre de 2021 | Varsovia         | Polonia    | Bandera de Polonia    | 1 – 2     | Bandera de Hungría    | Hungría    |
| 15 de noviembre de 2021 | Serravalle       | San Marino | Bandera de San Marino | 0 – 10    | Bandera de Inglaterra | Inglaterra |

### Grupo J
| Pos. | Equipo              | Pts. | PJ | G | E | P | GF | GC | Dif. | Clasificación |       | Bandera de Alemania | Bandera de Macedonia del Norte | Bandera de Rumania | Bandera de Armenia | Bandera de Islandia | Bandera de Liechtenstein |
| ---- | ------------------- | ---- | -- | - | - | - | -- | -- | ---- | ------------- | ----- | ------------------- | ------------------------------ | ------------------ | ------------------ | ------------------- | ------------------------ |
| 1    | Alemania            | 27   | 10 | 9 | 0 | 1 | 36 | 4  | +32  | Mundial 2022  |       | —                   | 1 – 2                          | 2 – 1              | 6 – 0              | 3 – 0               | 9 – 0                    |
| 2    | Macedonia del Norte | 18   | 10 | 5 | 3 | 2 | 23 | 11 | +12  | Play-offs     |       | 0 – 4               | —                              | 0 – 0              | 0 – 0              | 3 – 1               | 5 – 0                    |
| 3    | Rumania             | 17   | 10 | 5 | 2 | 3 | 13 | 8  | +5   |               |       | 0 – 1               | 3 – 2                          | —                  | 1 – 0              | 0 – 0               | 2 – 0                    |
| 4    | Armenia             | 12   | 10 | 3 | 3 | 4 | 9  | 20 | −11  |               | 1 – 4 | 0 – 5               | 3 – 2                          | —                  | 2 – 0              | 1 – 1               |                          |
| 5    | Islandia            | 9    | 10 | 2 | 3 | 5 | 12 | 18 | −6   |               | 0 – 4 | 2 – 2               | 0 – 2                          | 1 – 1              | —                  | 4 – 0               |                          |
| 6    | Liechtenstein       | 1    | 10 | 0 | 1 | 9 | 2  | 34 | −32  |               | 0 – 2 | 0 – 4               | 0 – 2                          | 0 – 1              | 1 – 4              | —                   |                          |

 Fuente: UEFA
Criterios de clasificación: criterios UEFA de desempate
| \| Fecha \| Lugar \| Local \| \| Resultado \| \| Visitante \| \| ----------------------- \| ---------------- \| ------------------- \| \| --------- \| \| ------------------- \| \| 25 de marzo de 2021 \| Duisburgo \| Alemania \| \| 3 – 0 \| \| Islandia \| \| 25 de marzo de 2021 \| Vaduz \| Liechtenstein \| \| 0 – 1 \| \| Armenia \| \| 25 de marzo de 2021 \| Ploiești \| Rumania \| \| 3 – 2 \| \| Macedonia del Norte \| \| 28 de marzo de 2021 \| Ereván \| Armenia \| \| 2 – 0 \| \| Islandia \| \| 28 de marzo de 2021 \| Skopie \| Macedonia del Norte \| \| 5 – 0 \| \| Liechtenstein \| \| 28 de marzo de 2021 \| Bucarest \| Rumania \| \| 0 – 1 \| \| Alemania \| \| 31 de marzo de 2021 \| Ereván \| Armenia \| \| 3 – 2 \| \| Rumania \| \| 31 de marzo de 2021 \| Duisburgo \| Alemania \| \| 1 – 2 \| \| Macedonia del Norte \| \| 31 de marzo de 2021 \| Vaduz \| Liechtenstein \| \| 1 – 4 \| \| Islandia \| \| 2 de septiembre de 2021 \| Reikiavik \| Islandia \| \| 0 – 2 \| \| Rumania \| \| 2 de septiembre de 2021 \| San Galo (Suiza) \| Liechtenstein \| \| 0 – 2 \| \| Alemania \| \| 2 de septiembre de 2021 \| Skopie \| Macedonia del Norte \| \| 0 – 0 \| \| Armenia \| \| 5 de septiembre de 2021 \| Reikiavik \| Islandia \| \| 2 – 2 \| \| Macedonia del Norte \| \| 5 de septiembre de 2021 \| Stuttgart \| Alemania \| \| 6 – 0 \| \| Armenia \| \| 5 de septiembre de 2021 \| Bucarest \| Rumania \| \| 2 – 0 \| \| Liechtenstein \| \| 8 de septiembre de 2021 \| Ereván \| Armenia \| \| 1 – 1 \| \| Liechtenstein \| \| 8 de septiembre de 2021 \| Reikiavik \| Islandia \| \| 0 – 4 \| \| Alemania \| \| 8 de septiembre de 2021 \| Skopie \| Macedonia del Norte \| \| 0 – 0 \| \| Rumania \| \| 8 de octubre de 2021 \| Hamburgo \| Alemania \| \| 2 – 1 \| \| Rumania \| \| 8 de octubre de 2021 \| Reikiavik \| Islandia \| \| 1 – 1 \| \| Armenia \| \| 8 de octubre de 2021 \| Vaduz \| Liechtenstein \| \| 0 – 4 \| \| Macedonia del Norte \| \| 11 de octubre de 2021 \| Reikiavik \| Islandia \| \| 4 – 0 \| \| Liechtenstein \| \| 11 de octubre de 2021 \| Skopie \| Macedonia del Norte \| \| 0 – 4 \| \| Alemania \| \| 11 de octubre de 2021 \| Bucarest \| Rumania \| \| 1 – 0 \| \| Armenia \| \| 11 de noviembre de 2021 \| Ereván \| Armenia \| \| 0 – 5 \| \| Macedonia del Norte \| \| 11 de noviembre de 2021 \| Wolfsburgo \| Alemania \| \| 9 – 0 \| \| Liechtenstein \| \| 11 de noviembre de 2021 \| Bucarest \| Rumania \| \| 0 – 0 \| \| Islandia \| \| 14 de noviembre de 2021 \| Ereván \| Armenia \| \| 1 – 4 \| \| Alemania \| \| 14 de noviembre de 2021 \| Vaduz \| Liechtenstein \| \| 0 – 2 \| \| Rumania \| \| 14 de noviembre de 2021 \| Skopie \| Macedonia del Norte \| \| 3 – 1 \| \| Islandia \| |                  |                     |                                |           |                                |                     |
| Fecha | Lugar            | Local               |                                | Resultado |                                | Visitante           |
| 25 de marzo de 2021 | Duisburgo        | Alemania            | Bandera de Alemania            | 3 – 0     | Bandera de Islandia            | Islandia            |
| 25 de marzo de 2021 | Vaduz            | Liechtenstein       | Bandera de Liechtenstein       | 0 – 1     | Bandera de Armenia             | Armenia             |
| 25 de marzo de 2021 | Ploiești         | Rumania             | Bandera de Rumania             | 3 – 2     | Bandera de Macedonia del Norte | Macedonia del Norte |
| 28 de marzo de 2021 | Ereván           | Armenia             | Bandera de Armenia             | 2 – 0     | Bandera de Islandia            | Islandia            |
| 28 de marzo de 2021 | Skopie           | Macedonia del Norte | Bandera de Macedonia del Norte | 5 – 0     | Bandera de Liechtenstein       | Liechtenstein       |
| 28 de marzo de 2021 | Bucarest         | Rumania             | Bandera de Rumania             | 0 – 1     | Bandera de Alemania            | Alemania            |
| 31 de marzo de 2021 | Ereván           | Armenia             | Bandera de Armenia             | 3 – 2     | Bandera de Rumania             | Rumania             |
| 31 de marzo de 2021 | Duisburgo        | Alemania            | Bandera de Alemania            | 1 – 2     | Bandera de Macedonia del Norte | Macedonia del Norte |
| 31 de marzo de 2021 | Vaduz            | Liechtenstein       | Bandera de Liechtenstein       | 1 – 4     | Bandera de Islandia            | Islandia            |
| 2 de septiembre de 2021 | Reikiavik        | Islandia            | Bandera de Islandia            | 0 – 2     | Bandera de Rumania             | Rumania             |
| 2 de septiembre de 2021 | San Galo (Suiza) | Liechtenstein       | Bandera de Liechtenstein       | 0 – 2     | Bandera de Alemania            | Alemania            |
| 2 de septiembre de 2021 | Skopie           | Macedonia del Norte | Bandera de Macedonia del Norte | 0 – 0     | Bandera de Armenia             | Armenia             |
| 5 de septiembre de 2021 | Reikiavik        | Islandia            | Bandera de Islandia            | 2 – 2     | Bandera de Macedonia del Norte | Macedonia del Norte |
| 5 de septiembre de 2021 | Stuttgart        | Alemania            | Bandera de Alemania            | 6 – 0     | Bandera de Armenia             | Armenia             |
| 5 de septiembre de 2021 | Bucarest         | Rumania             | Bandera de Rumania             | 2 – 0     | Bandera de Liechtenstein       | Liechtenstein       |
| 8 de septiembre de 2021 | Ereván           | Armenia             | Bandera de Armenia             | 1 – 1     | Bandera de Liechtenstein       | Liechtenstein       |
| 8 de septiembre de 2021 | Reikiavik        | Islandia            | Bandera de Islandia            | 0 – 4     | Bandera de Alemania            | Alemania            |
| 8 de septiembre de 2021 | Skopie           | Macedonia del Norte | Bandera de Macedonia del Norte | 0 – 0     | Bandera de Rumania             | Rumania             |
| 8 de octubre de 2021 | Hamburgo         | Alemania            | Bandera de Alemania            | 2 – 1     | Bandera de Rumania             | Rumania             |
| 8 de octubre de 2021 | Reikiavik        | Islandia            | Bandera de Islandia            | 1 – 1     | Bandera de Armenia             | Armenia             |
| 8 de octubre de 2021 | Vaduz            | Liechtenstein       | Bandera de Liechtenstein       | 0 – 4     | Bandera de Macedonia del Norte | Macedonia del Norte |
| 11 de octubre de 2021 | Reikiavik        | Islandia            | Bandera de Islandia            | 4 – 0     | Bandera de Liechtenstein       | Liechtenstein       |
| 11 de octubre de 2021 | Skopie           | Macedonia del Norte | Bandera de Macedonia del Norte | 0 – 4     | Bandera de Alemania            | Alemania            |
| 11 de octubre de 2021 | Bucarest         | Rumania             | Bandera de Rumania             | 1 – 0     | Bandera de Armenia             | Armenia             |
| 11 de noviembre de 2021 | Ereván           | Armenia             | Bandera de Armenia             | 0 – 5     | Bandera de Macedonia del Norte | Macedonia del Norte |
| 11 de noviembre de 2021 | Wolfsburgo       | Alemania            | Bandera de Alemania            | 9 – 0     | Bandera de Liechtenstein       | Liechtenstein       |
| 11 de noviembre de 2021 | Bucarest         | Rumania             | Bandera de Rumania             | 0 – 0     | Bandera de Islandia            | Islandia            |
| 14 de noviembre de 2021 | Ereván           | Armenia             | Bandera de Armenia             | 1 – 4     | Bandera de Alemania            | Alemania            |
| 14 de noviembre de 2021 | Vaduz            | Liechtenstein       | Bandera de Liechtenstein       | 0 – 2     | Bandera de Rumania             | Rumania             |
| 14 de noviembre de 2021 | Skopie           | Macedonia del Norte | Bandera de Macedonia del Norte | 3 – 1     | Bandera de Islandia            | Islandia            |

## Segunda ronda
En la segunda ronda o fase de play-offs participarán los diez segundos lugares de la primera fase junto a dos selecciones escogidas a partir del ranking de la Liga de las Naciones de la UEFA 2020-21.
Los doce equipos disputarán seis semifinales y tres finales a partido único. Los anfitriones de las semifinales serán las seis selecciones con mejor desempeño en la fase de grupos, mientras que en las finales los anfitriones se determinarán por sorteo. El sorteo se realizó el día 26 de noviembre de 2021 en Zúrich, Suiza.
Las semifinales de los play-offs se jugarán del 24 al 25 de marzo de 2022, y las finales se disputarán del 28 al 29 de marzo de 2022.
De estos play-offs se clasificarán tres selecciones.
El 28 de febrero de 2022 la FIFA y la UEFA suspendieron a los clubes y selecciones nacionales rusas de todas las competiciones a causa de la invasión rusa de Ucrania, excluyendo de esta forma a la selección de Rusia de la Copa Mundial, que se había clasificado para la segunda ronda y cuyo sorteo la había encuadrado en la Ruta B. Rusia hubiera disputado el partido como local contra Polonia y, en caso de ganar, una segunda eliminatoria también como local contra el ganador de Suecia - República Checa.
| UNL | Selección       | Posición |
| --- | --------------- | -------- |
| A   | Francia         | 1        |
| A   | España          | 2        |
| A   | Italia          | 3        |
| A   | Bélgica         | 4        |
| B   | Gales           | 17       |
| B   | Austria         | 18       |
| B   | República Checa | 19       |
| B   | Hungría         | 20       |
| C   | Eslovenia       | 33       |
| C   | Montenegro      | 34       |
| C   | Albania         | 35       |
| C   | Armenia         | 36       |
| D   | Gibraltar       | 49       |
| D   | Islas Feroe     | 50       |

| Grupo | Selección           |
| ----- | ------------------- |
| A     | Portugal            |
| B     | Suecia              |
| C     | Italia              |
| D     | Ucrania             |
| E     | Gales               |
| F     | Escocia             |
| G     | Turquía             |
| H     | Rusia               |
| I     | Polonia             |
| J     | Macedonia del Norte |

### Sorteo
| Equipo   | Rank. |
| -------- | ----- |
| Portugal | 1     |
| Escocia  | 2     |
| Italia   | 3     |
| Rusia    | 4     |
| Suecia   | 5     |
| Gales    | 6     |

| Equipo              | Rank. |
| ------------------- | ----- |
| Turquía             | 7     |
| Polonia             | 8     |
| Macedonia del Norte | 9     |
| Ucrania             | 10    |
| Austria             | NL    |
| República Checa     | NL    |

### Ruta A
|  | Semifinales | Semifinales |            |   | Final | Final |
|  |             |             |            |   |       |       |
|  | 24 de marzo |             |            |   |       |       |
|  |             |             |            |   |       |       |
|  | Gales       | 2           |            |   |       |       |
|  | Gales       | 2           | 5 de junio |   |       |       |
|  | Austria     | 1           |            |   |       |       |
|  | Austria     | 1           | Gales      | 1 |       |       |
|  | 1 de junio  |             | Gales      | 1 |       |       |
|  |             | Ucrania     | 0          |   |       |       |
|  | Escocia     | Ucrania     | 0          | 1 |       |       |
|  | Escocia     |             |            | 1 |       |       |
|  | Ucrania     | 3           |            |   |       |       |
|  | Ucrania     | 3           |            |   |       |       |

### Ruta B
|  | Semifinales     | Semifinales |             |   | Final | Final |
|  |                 |             |             |   |       |       |
|  | 24 de marzo     |             |             |   |       |       |
|  |                 |             |             |   |       |       |
|  | Rusia           | -           |             |   |       |       |
|  | Rusia           | -           | 29 de marzo |   |       |       |
|  | Polonia (w/o)   | -           |             |   |       |       |
|  | Polonia (w/o)   | -           | Polonia     | 2 |       |       |
|  | 24 de marzo     |             | Polonia     | 2 |       |       |
|  |                 | Suecia      | 0           |   |       |       |
|  | Suecia (t. s.)  | Suecia      | 0           | 1 |       |       |
|  | Suecia (t. s.)  |             |             | 1 |       |       |
|  | República Checa | 0           |             |   |       |       |
|  | República Checa | 0           |             |   |       |       |

### Ruta C
|  | Semifinales         | Semifinales         |             |   | Final | Final |
|  |                     |                     |             |   |       |       |
|  | 24 de marzo         |                     |             |   |       |       |
|  |                     |                     |             |   |       |       |
|  | Portugal            | 3                   |             |   |       |       |
|  | Portugal            | 3                   | 29 de marzo |   |       |       |
|  | Turquía             | 1                   |             |   |       |       |
|  | Turquía             | 1                   | Portugal    | 2 |       |       |
|  | 24 de marzo         |                     | Portugal    | 2 |       |       |
|  |                     | Macedonia del Norte | 0           |   |       |       |
|  | Italia              | Macedonia del Norte | 0           | 0 |       |       |
|  | Italia              |                     |             | 0 |       |       |
|  | Macedonia del Norte | 1                   |             |   |       |       |
|  | Macedonia del Norte | 1                   |             |   |       |       |

## Clasificados
En la siguiente lista, aparecen los 10 clasificados por medio de este torneo (primera fase) junto a los 3 que se clasifican a través del Play-off.
| Bandera de Alemania                | Bandera de Dinamarca               | Bandera de Bélgica                 | Bandera de Francia                 | Bandera de Croacia                 | Bandera de España                  | Bandera de Serbia                  |
| Alemania                           | Dinamarca                          | Bélgica                            | Francia                            | Croacia                            | España                             | Serbia                             |
| 1.º Grupo J. Clasificado: 11/10/21 | 1.º Grupo F. Clasificado: 12/10/21 | 1.° Grupo E. Clasificado: 13/11/21 | 1.° Grupo D. Clasificado: 13/11/21 | 1.° Grupo H. Clasificado: 14/11/21 | 1.° Grupo B. Clasificado: 14/11/21 | 1.° Grupo A. Clasificado: 14/11/21 |

| Bandera de Inglaterra             | Bandera de Suiza                  | Bandera de los Países Bajos       | Bandera de Portugal                  | Bandera de Polonia                   | Bandera de Gales                     |
| Inglaterra                        | Suiza                             | Países Bajos                      | Portugal                             | Polonia                              | Gales                                |
| 1.º Grupo I Clasificado: 15/11/21 | 1.º Grupo C Clasificado: 15/11/21 | 1.º Grupo G Clasificado: 16/11/21 | Ganador Ruta C Clasificado: 29/03/22 | Ganador Ruta B Clasificado: 29/03/22 | Ganador Ruta A Clasificado: 05/06/22 |

## Goleadores
| Jugador             | Selección    | Goles |
| ------------------- | ------------ | ----- |
| Harry Kane          | Inglaterra   | 12    |
| Memphis Depay       | Países Bajos | 12    |
| Robert Lewandowski  | Polonia      | 8     |
| Aleksandar Mitrović | Serbia       | 8     |
| Eran Zahavi         | Israel       | 8     |
| Cristiano Ronaldo   | Portugal     | 6     |
| Antoine Griezmann   | Francia      | 6     |
| Teemu Pukki         | Finlandia    | 6     |
| Munas Dabbur        | Israel       | 6     |
| Romelu Lukaku       | Bélgica      | 5     |
| Marko Arnautović    | Austria      | 5     |
| Adam Buksa          | Polonia      | 5     |
| Kylian Mbappé       | Francia      | 5     |
| Erling Håland       | Noruega      | 5     |
| Gerson Rodrigues    | Luxemburgo   | 5     |
| Serge Gnabry        | Alemania     | 5     |

### Jugadores con tres o más goles en un partido
| Pos. | Jugador           | Goles | Fecha                   | Local        |                             | Resultado |                                | Visitante           | Reporte    |
| ---- | ----------------- | ----- | ----------------------- | ------------ | --------------------------- | --------- | ------------------------------ | ------------------- | ---------- |
| 1    | Burak Yılmaz      | 3     | 24 de marzo de 2021     | Turquía      | Bandera de Turquía          | 4 - 2     | Bandera de los Países Bajos    | Países Bajos        | Jornada 1  |
| 2    | Tomáš Souček      | 3     | 24 de marzo de 2021     | Estonia      | Bandera de Estonia          | 2 - 6     | Bandera de República Checa     | República Checa     | Jornada 1  |
| 3    | Eran Zahavi       | 3     | 1 de septiembre de 2021 | Islas Feroe  | Bandera de Islas Feroe      | 0 - 4     | Bandera de Israel              | Israel              | Jornada 4  |
| 4    | Gareth Bale       | 3     | 5 de septiembre de 2021 | Bielorrusia  | Bandera de Bielorrusia      | 2 - 3     | Bandera de Gales               | Gales               | Jornada 5  |
| 5    | Adam Buksa        | 3     | 5 de septiembre de 2021 | San Marino   | Bandera de San Marino       | 1 - 7     | Bandera de Polonia             | Polonia             | Jornada 5  |
| 6    | Memphis Depay     | 3     | 7 de septiembre de 2021 | Países Bajos | Bandera de los Países Bajos | 6 - 1     | Bandera de Turquía             | Turquía             | Jornada 6  |
| 7    | Erling Haaland    | 3     | 7 de septiembre de 2021 | Noruega      | Bandera de Noruega          | 5 - 1     | Bandera de Gibraltar           | Gibraltar           | Jornada 6  |
| 8    | Cristiano Ronaldo | 3     | 12 de octubre de 2021   | Portugal     | Bandera de Portugal         | 5 - 0     | Bandera de Luxemburgo          | Luxemburgo          | Jornada 8  |
| 9    | Enis Bardhi       | 3     | 11 de noviembre de 2021 | Armenia      | Bandera de Armenia          | 0 - 5     | Bandera de Macedonia del Norte | Macedonia del Norte | Jornada 9  |
| 10   | Harry Kane        | 3     | 12 de noviembre de 2021 | Inglaterra   | Bandera de Inglaterra       | 5 - 0     | Bandera de Albania             | Albania             | Jornada 9  |
| 11   | Kylian Mbappé     | 4     | 13 de noviembre de 2021 | Francia      | Bandera de Francia          | 8 - 0     | Bandera de Kazajistán          | Kazajistán          | Jornada 9  |
| 12   | Ondrej Duda       | 3     | 14 de noviembre de 2021 | Malta        | Bandera de Malta            | 0 - 6     | Bandera de Eslovaquia          | Eslovaquia          | Jornada 10 |
| 13   | Harry Kane        | 4     | 15 de noviembre de 2021 | San Marino   | Bandera de San Marino       | 0 - 10    | Bandera de Inglaterra          | Inglaterra          | Jornada 10 |